# Église Saint-Pierre-et-Saint-Michel de Séry-Magneval
Pour les articles homonymes, voir Église Saint-Pierre.
L'église Saint-Pierre-et-Saint-Michel est une église catholique paroissiale située à Séry-Magneval, en France. Elle se compose d'une nef romane de deux travées exhaussée à la fin du XIIe siècle et d'un transept et d'un chœur bâtis au début du XIIIe siècle dans le style gothique. L'église surprend par son caractère élancé, rare pour une église de dimensions aussi restreintes, dont les croisillons s'ouvrent par de curieux arcs-doubleaux outrepassés. Le chœur, qui remplace sans doute une abside en hémicycle, offre l'un des nombreux exemples d'un chevet plat éclairés par un triplet dans la région. Les bas-côtés ont disparu à une époque indéterminée, et le clocher a malheureusement été arasé au XIXe siècle, puis couvert par une bâtière perpendiculaire au vaisseau central. L'édifice n'a pas encore été inscrit ou classé aux monuments historiques. À la suite d'un programme de travaux établi en 2006, elle a bénéficié d'une restauration totale, qui s'est achevée en 2014. L'église est aujourd'hui affiliée à la paroisse de la vallée de l'Automne, dont le principal lieu de culte est l'église Saint-Pierre de Verberie, et des messes dominicales y sont célébrées occasionnellement, le dimanche à 9 h 00.

## Localisation
L'église Saint-Pierre-et-Saint-Michel est située en France, en région Hauts-de-France et dans le département de l'Oise, au nord de Crépy-en-Valois, dans la vallée Sainte-Marie, sur la commune de Séry-Magneval, dans le village de Séry, rue Saint-Pierre. Elle est bâtie à flanc de coteau, sur le versant oriental de la vallée, en lisière de forêt. Une vue pittoresque s'offre du bas du village. À proximité, sous la forêt, la ligne d'Ormoy-Villers à Boves passe par un tunnel. Le cimetière l'entoure toujours. L'église est dégagée d'autres bâtiments de tous les côtés, est bien visible de tous les côtés, à l'exception du chevet, qui est bordé d'arbres.

## Histoire

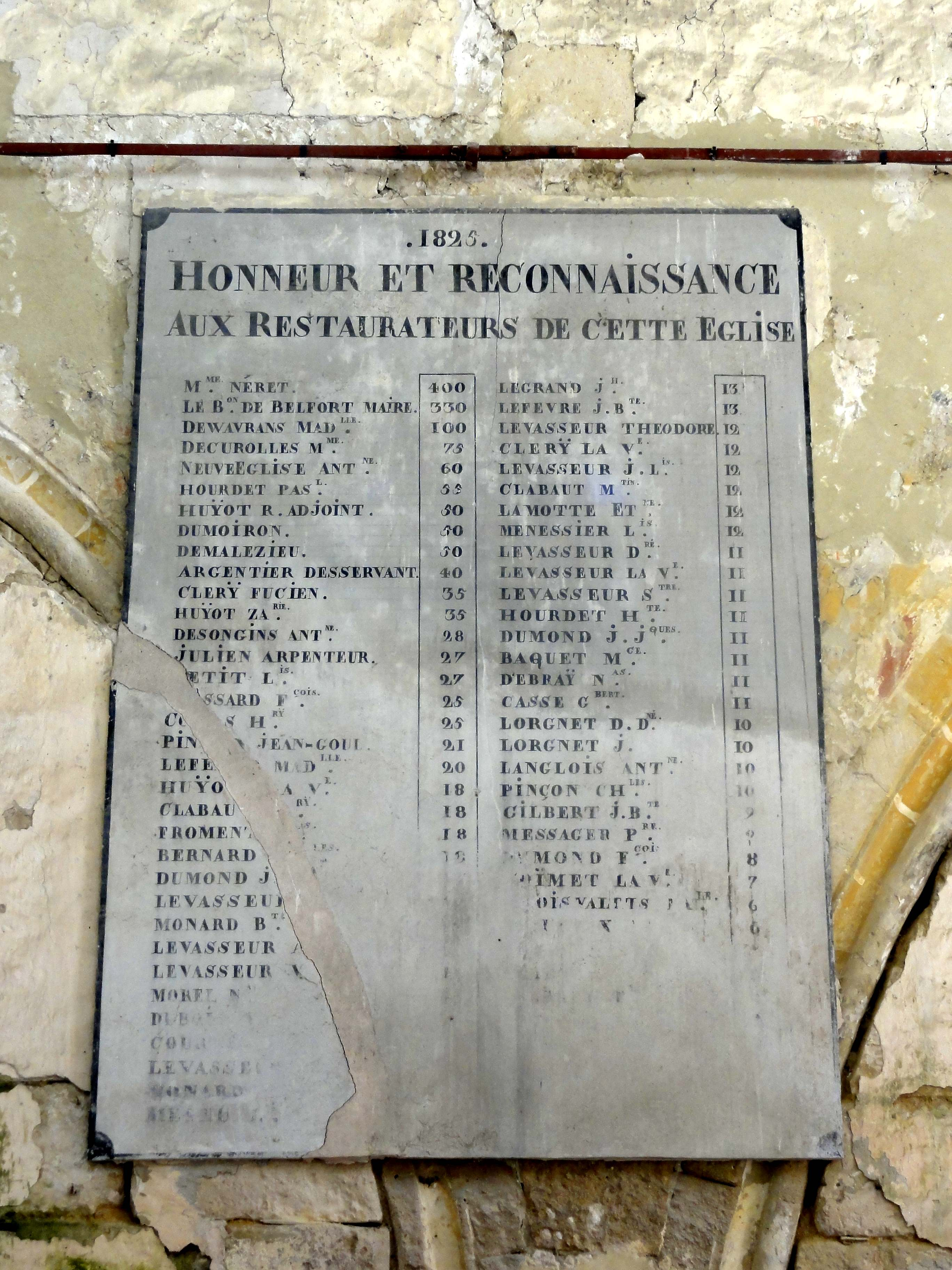
Plaque commémorative pour les donateurs de la restauration de l'église en 1825.

L'église est placée sous le double vocable de saint Pierre et saint Michel. La date de fondation de la paroisse n'est pas connue. Sous l'Ancien Régime, elle relève du doyenné de Crépy-en-Valois du diocèse de Senlis. Le collateur de la cure est l'évêque de Senlis. Une église romane précède l'église actuelle. Selon Dominique Vermand, sa nef est à l'origine de plan basilical, et existe au début du XIIe siècle. Vers 1170, le portail occidental est refait dans le style gothique, mais toujours en plein cintre, et le pignon est exhaussé. Au premier quart du XIIIe siècle, les parties orientales de l'église romane, qui comportent probablement une abside en hémicycle, sont remplacées par un transept et un chœur gothiques. Simples et élégants à la fois, ils sont d'un grand intérêt archéologique, car parfaitement représentatifs de l'architecture religieuse des diocèses de Senlis et de Soissons de l'époque. À une époque indéterminée, les bas-côtés de la nef sont démolis,. Sous la Révolution française, le diocèse de Senlis est supprimé, et l'ensemble des paroisses sur le territoire du département de l'Oise sont regroupées dans le diocèse de Beauvais. Entre 1801 et 1822, celui-ci est annexé au diocèse d'Amiens. Depuis, Séry-Magneval dépend du diocèse de Beauvais. Au XIXe siècle, la cure est réunie à la paroisse de Glaignes.

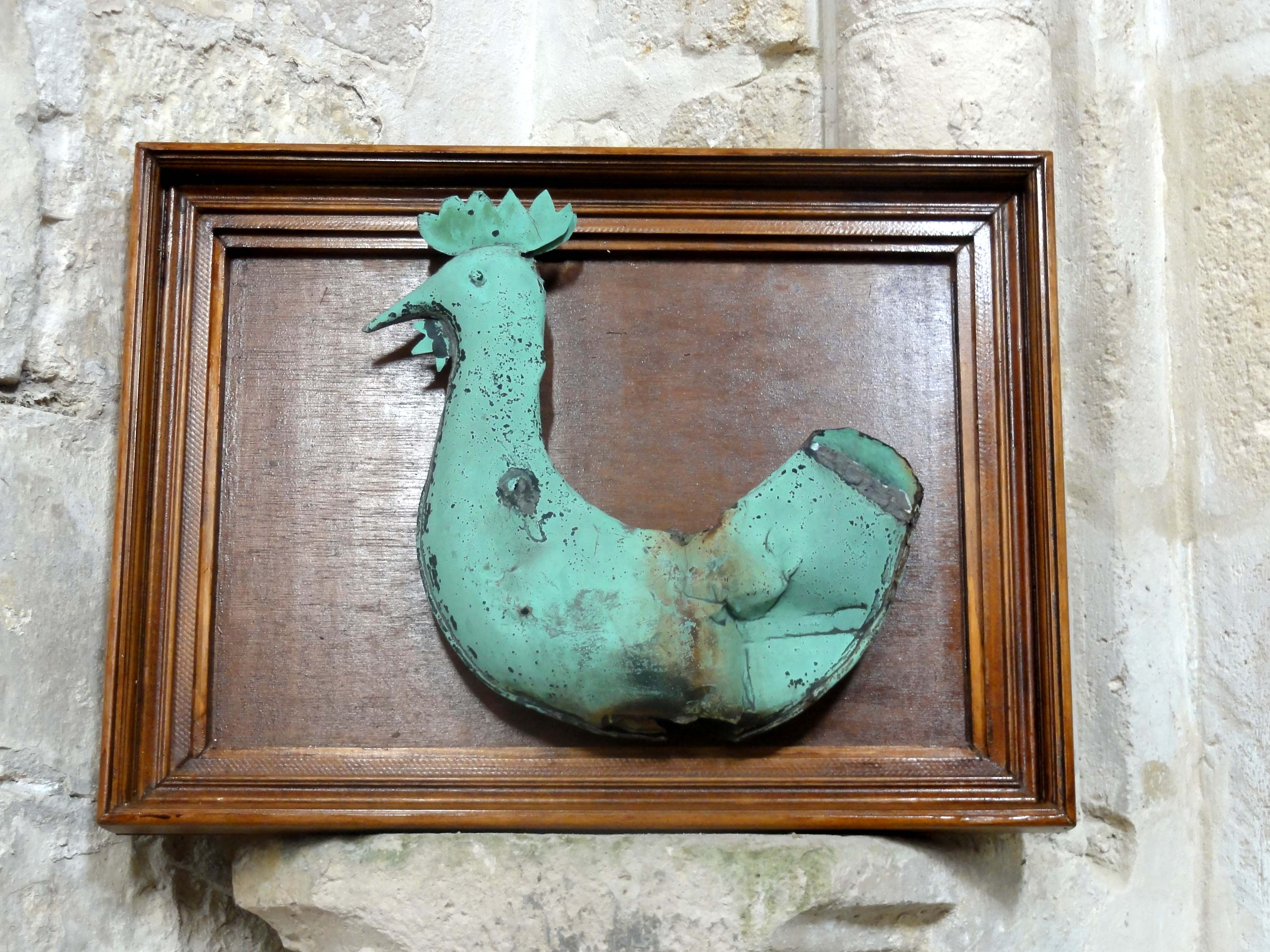
Ancienne girouette.

Entre 1824 et 1825, l'église est restaurée grâce aux fonds réunis par soixante-huit souscripteurs, dont les noms et les montants des contributions sont gravés sur une plaque commémorative toujours visible dans la nef. Malheureusement, l'étage de beffroi du clocher est arasé, et remplacé par un étage de style néo-roman, assez bas, et avec une bâtière perpendiculaire à l'axe de l'édifice,. Une nouvelle restauration s'avère nécessaire au début du XXe siècle. Selon un programme de travaux établi en 2006, l'église bénéficie d'une restauration totale en deux tranches. La deuxième tranche coûte le montant de 379 092,00 €, qui est pris en charge paritairement par la commune et le conseil général de l'Oise. Les travaux s'achèvent en 2014. L'église n'est toujours pas inscrite ou classée aux monuments historiques, ce qui peut surprendre. Eugène Müller écrit déjà en 1904 : « Cette église est marquée des caractères d'un art original, inventif, habilet et très fin. C'est une des gloires des constructeurs de l'époque de transition qu'ils se montrent aussi conscencieux dans des édifices de petites dimensions que dans des monuments considérables ». Depuis 1996, Séry-Magneval est affilié à la « paroisse de la vallée de l'Automne / paroisse Saint-Pierre » de Verberie. Cette très grande paroisse s'étend sur quatorze communes dont deux disposent de deux, voire trois églises (Néry et Fresnoy-la-Rivière). Le calendrier paroissial prévoit deux messes dominicales par an, à titre irrégulier, le dimanche à 9 h 00.

## Description

Plan de l'église.

### Aperçu général
Régulièrement orientée, l'église répond à un plan cruciforme, et se compose d'une nef de deux travées aujourd'hui dépourvue de bas-côtés ; d'un transept débordant ; et d'un chœur d'une seule travée, qui se termine en chevet plat. La nef n'est pas voûtée, et les bas-côtés ne le furent pas non plus. Les quatre travées orientales sont voûtées d'ogives dès l'origine. La croisée du transept, en même temps base du clocher, et le chœur, sont de plan barlong. Les croisillons du transept sont en revanche carrés. Ils possèdent, à l'est, des niches d'autel ménagées dans l'épaisseur du mur, et voûtées en berceau brisé. L'angle nord-ouest du croisillon nord est flanqué d'une tourelle d'escalier, et une sacristie est accolée au croisillon nord du côté septentrional. L'on accède à l'église par le portail occidental de la nef, ou par une petite porte au sud du croisillon sud. Les quatre vaisseaux sont recouverts de toitures à deux rampants, et un pignon existe vers chaque point cardinal.

### Intérieur

#### Nef

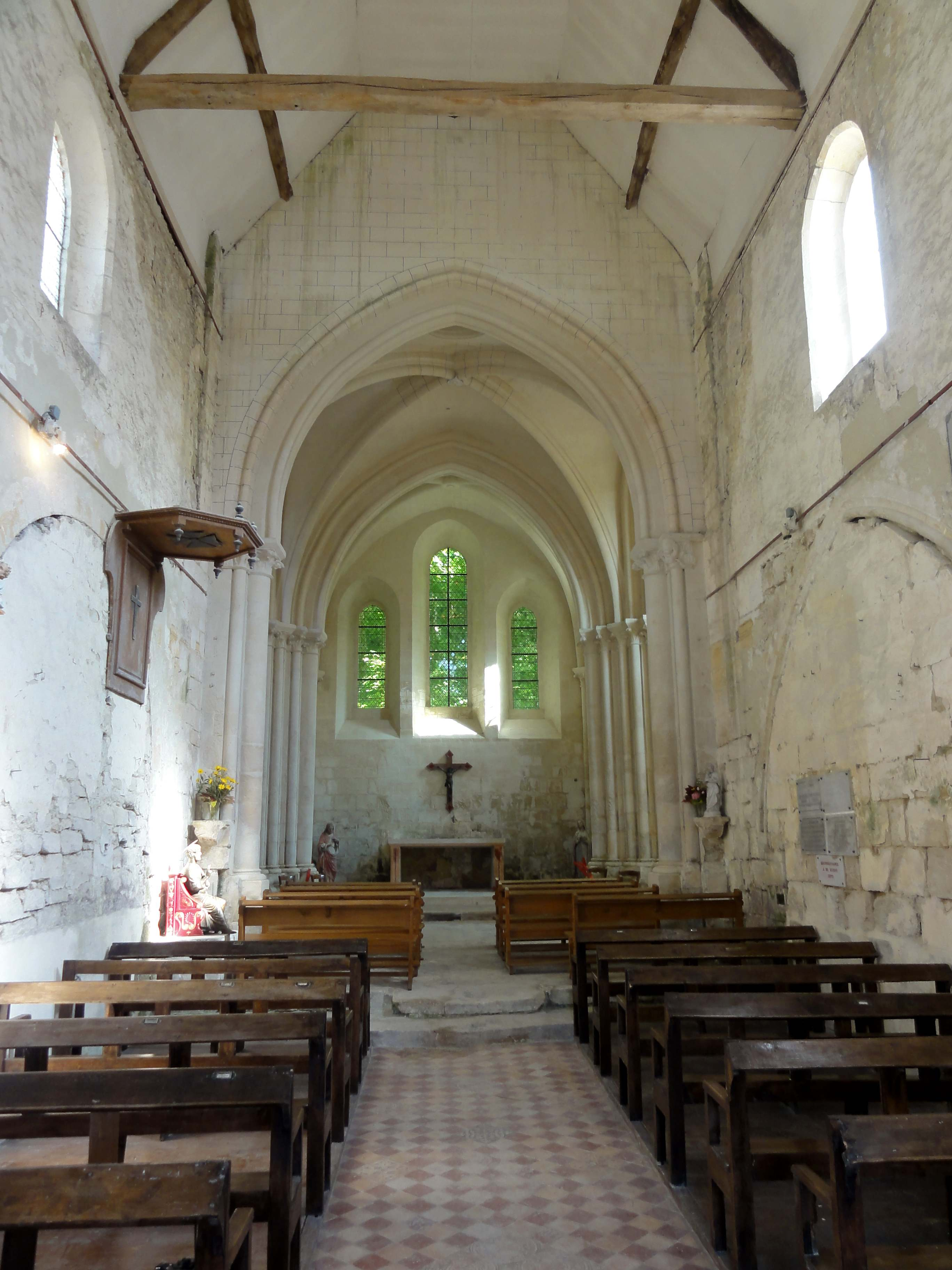
Nef, vue vers l'est.

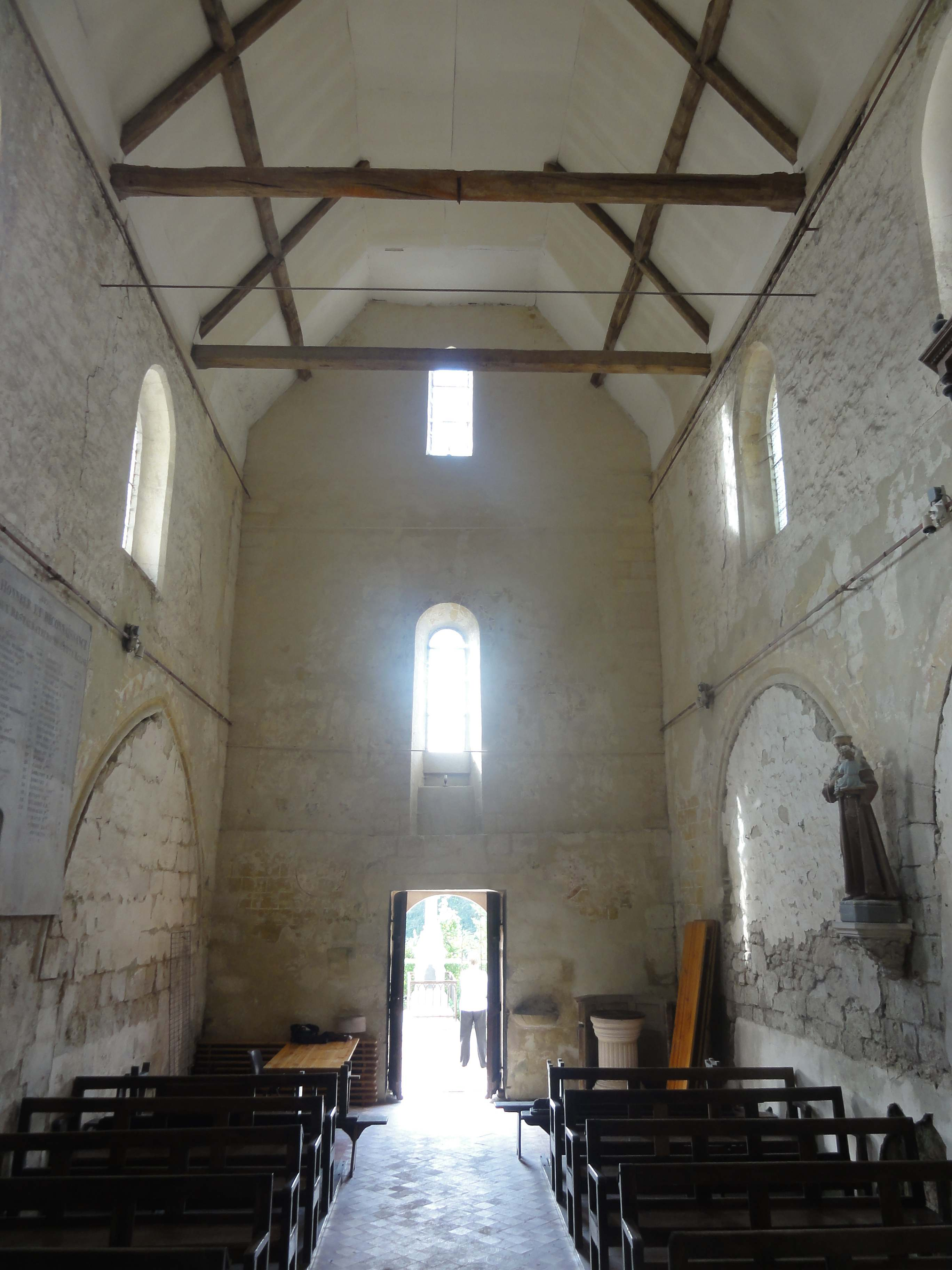
Nef, vue vers l'ouest.

Comme à Mogneville, autre exemple de nef unique non voûtée jadis accompagnée de bas-côtés, la nef surprend par son élancement, et est assez lumineuse. Les élévations latérales s'organisent sur deux étages, soit l'ancien étage des grandes arcades, et un étage de fenêtres hautes. L'architecture est d'une grande simplicité, ce qui peut facilement faire oublier que le vaisseau actuel est le fruit de quatre campagnes de construction distinctes. La fenêtre en haut du portail et les grandes arcades du nord sont les seuls éléments caractérisés qui témoignent de la nef basilical romane qui existe au début du XIIe siècle. En effet, contrairement à leurs homologues du nord, les arcades sont en plein cintre, et au moins la première était moulurée d'un tore dégagé, à une époque que les arcades non moulurées ou simplement chanfreinées sont la règle. La retombée s'effectuait sur les tailloirs de chapiteau sculptés, qui ont été arasés après le bouchage des arcades, mais demeurent en partie visibles. Il n'est plus possible de dire si les arcades étaient à simple ou double rouleau. Quant à la fenêtre en haut du portail, elle est en plein cintre, et légèrement ébrasée. La partie inférieure a été bouchée lors de la construction du portail actuel, vers 1170. La fenêtre supérieure est en arc brisé, et date sans doute de la campagne de construction de 1170 également. C'est de cette époque que devraient aussi dater les grandes arcades du sud, qui, quant à eux, sont en tiers-point. Les supports devaient se situer à un niveau très bas, même si le niveau du sol du cimetière a sans doute augmenté avec le temps. L'on cerne mal la raison du remaniement des grandes arcades du sud, qui est tout à fait inhabituel,. Eugène Müller imagine que les bas-côtés, dont le plafond était formé par le revers des toits en appentis, devaient ressembler à leurs homologues de Glaignes, Mogneville et Rocquemont.
La troisième campagne de construction intéressant la nef est celle des parties orientales, dont fait partie l'arc triomphal ouvrant sur le carré du transept. Il est presque aussi large que la nef, et aussi élevé que les murs gouttereaux. Si la nef avait été voûtée, sa hauteur aurait donc été alignée sur celle du carré du transept et du chœur, mais en l'occurrence, l'absence de voûtement, avec un plafond à trois pans et une charpente partiellement apparente, sans poinçons, donne une hauteur plus importznte. À gauche et à droite de l'arc triomphal, les contreforts occidentaux du clocher font très légèrement saillie devant les surfaces murales. L'arc est en tiers-point, légèrement surhaussé, et à double rouleau. L'intrados est profilé d'un méplat entre deux tores, et le rang de claveaux supérieur est mouluré d'un tore dégagé de chaque côté. La retombée s'effectue sur les tailloirs carrés, sommairement moulurés d'une plate-bande, d'un biseau et d'un mince filet, de chapiteaux de crochets, qui ne montrent que de légères variations, et sont représentatifs des premières décennies du XIIIe siècle. Un personnage grossièrement sculpté se dégage toutefois à l'angle sud-ouest du petit chapiteau du nord. Le chapiteau correspondant au rouleau inférieur est plus grand que les autres, et il en va de même du fût associé. Il est appareillé, et partiellement engagé. Les fûts plus minces du rouleau supérieur sont cylindriques, et logés dans des ressauts des piles du clocher. Pour venir à la quatrième campagne de construction, elle concerne les fenêtres hautes de la nef. Elles sont en arc brisé, et entourées d'une gorge tant à l'intérieur qu'à l'extérieur, ce qui indique généralement le style gothique flamboyant qui s'impose après la guerre de Cent Ans. Quant aux murs du nord, de l'ouest et du sud, ils devraient partiellement remonter au début du XIIe siècle, mais comporter aussi des parties plus récentes. Ils sont bâtis en moellons noyés dans un mortier, et blanchis à la chaux. Des traces de peintures murales ornementales sont visibles à plusieurs endroits, notamment autour des fenêtres et au revers de la façade. Le mur occidental de la base du clocher est en revanche badigeonné, parfaitement lisse, et peint en faux-appareil,.

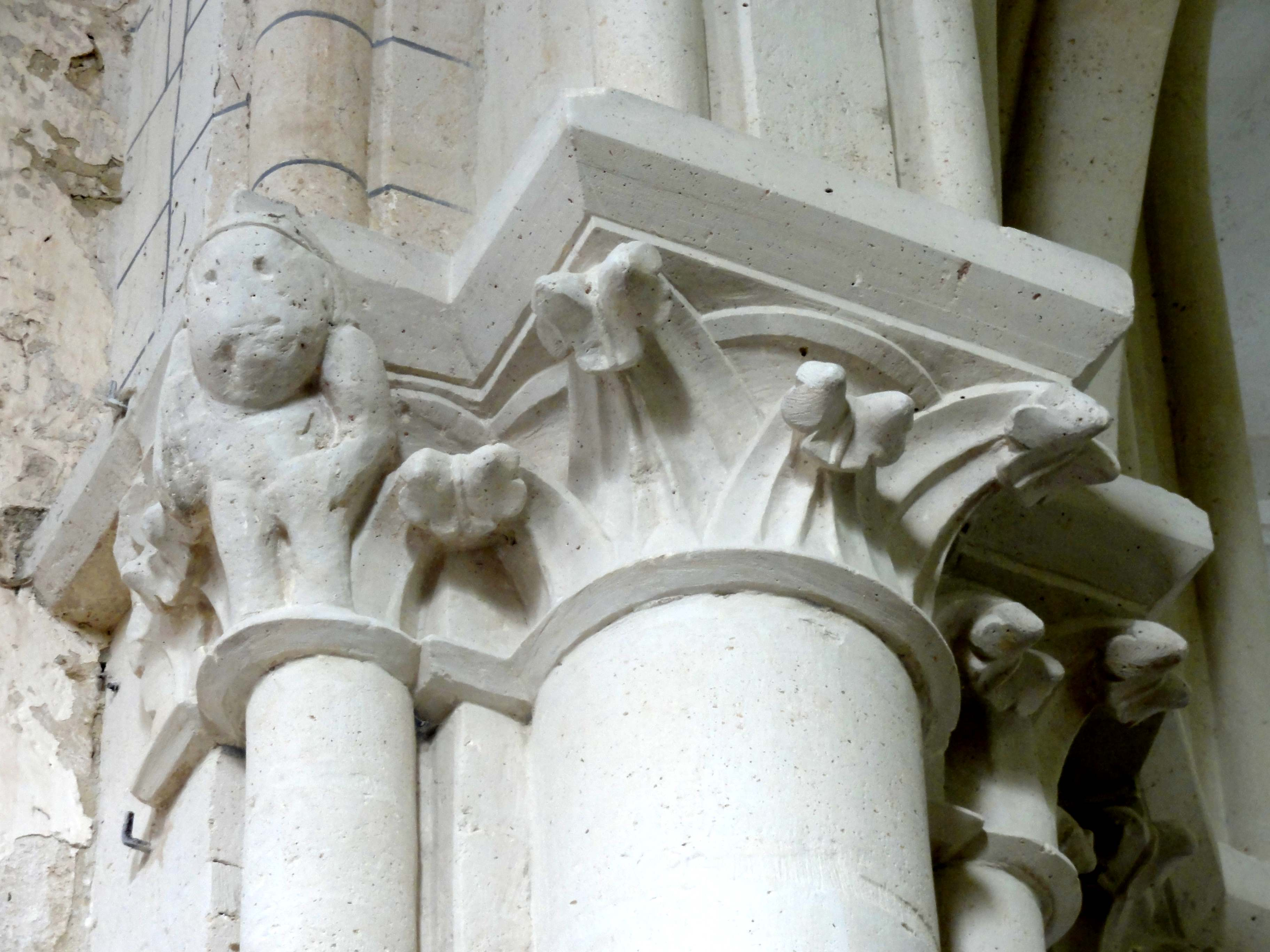
Chapiteaux de l'arc triomphal, côté nord.
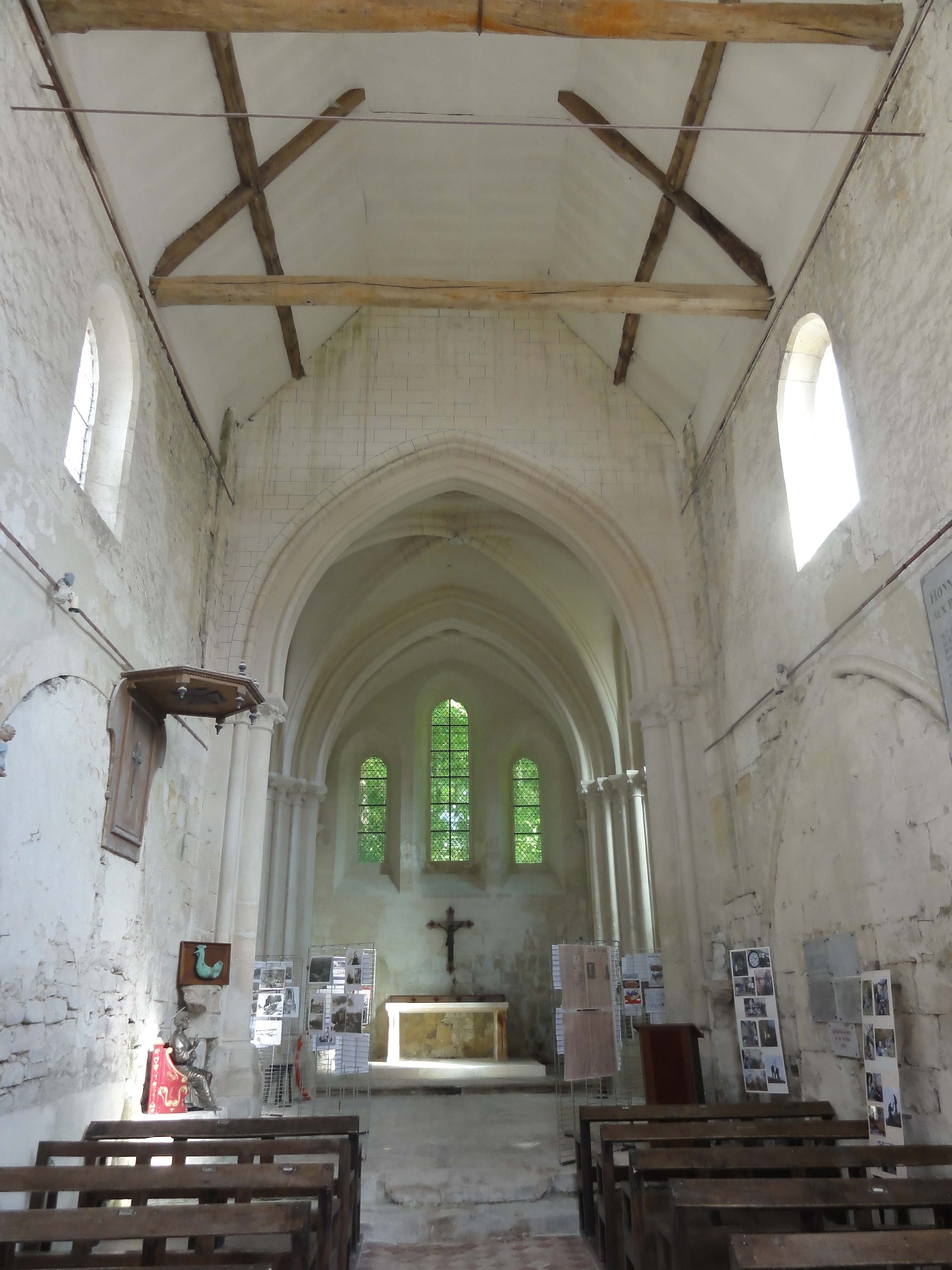
Nef, vue vers l'est.
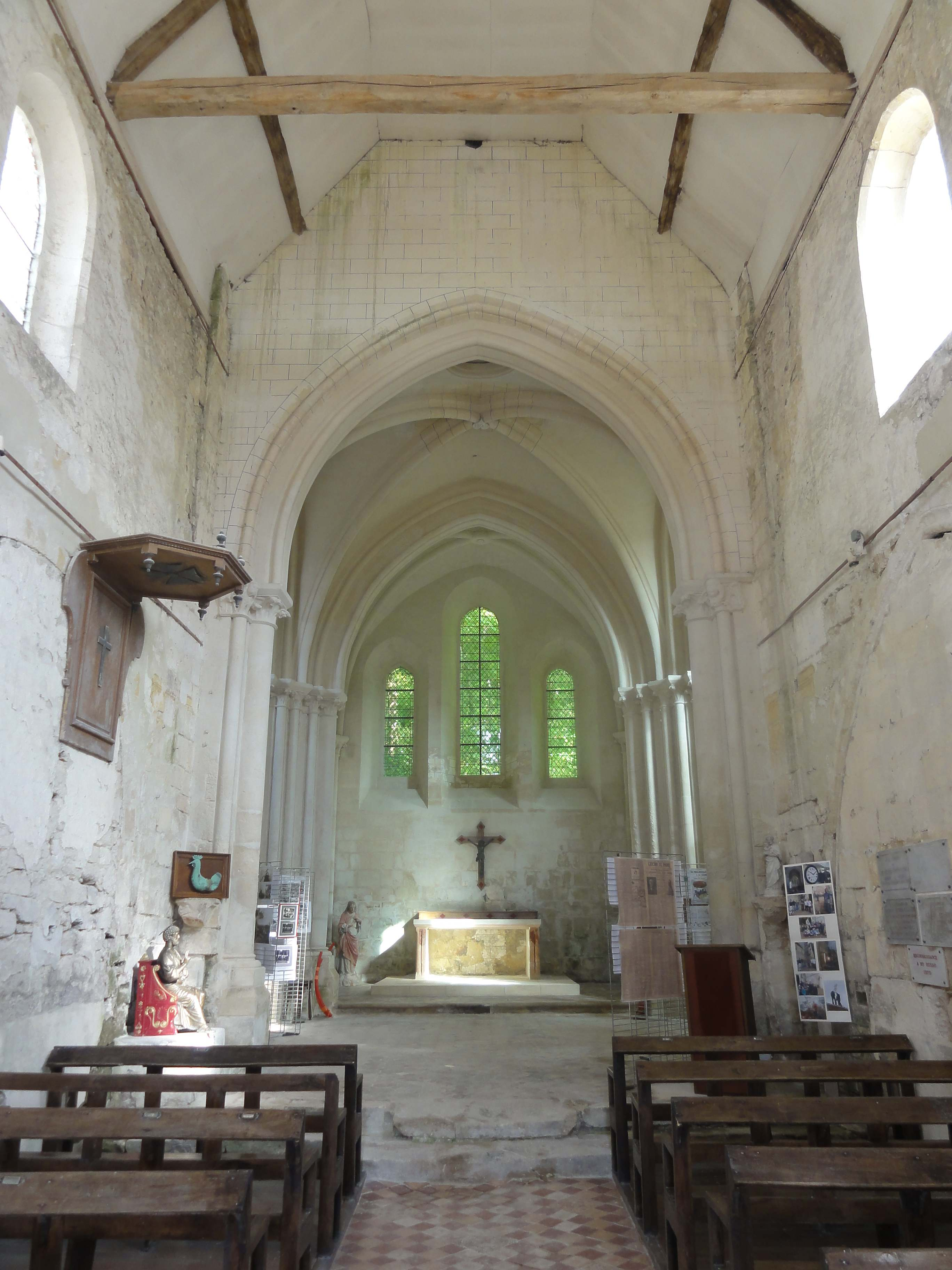
Nef, vue vers l'est.
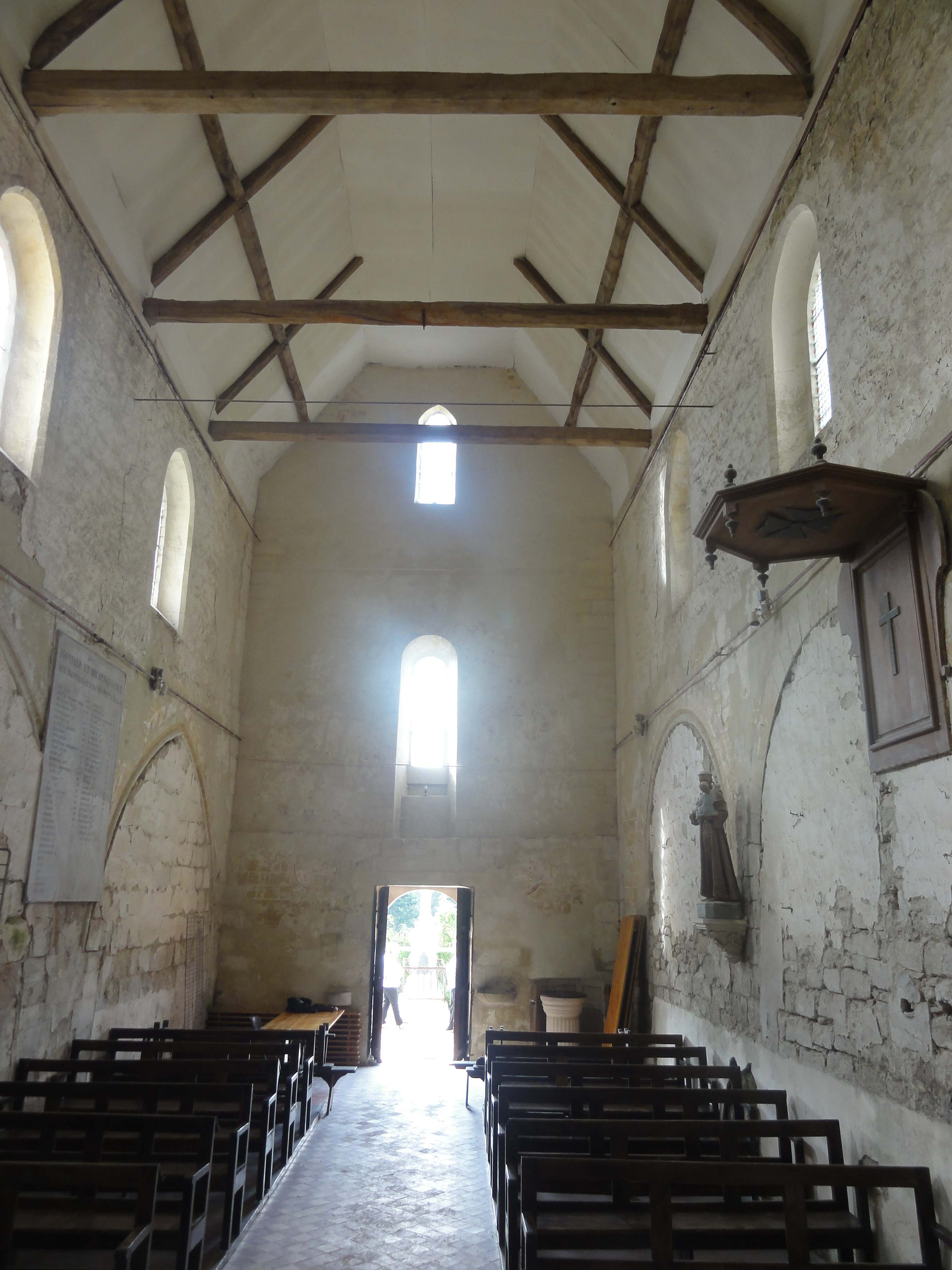
Nef, vue vers l'ouest.
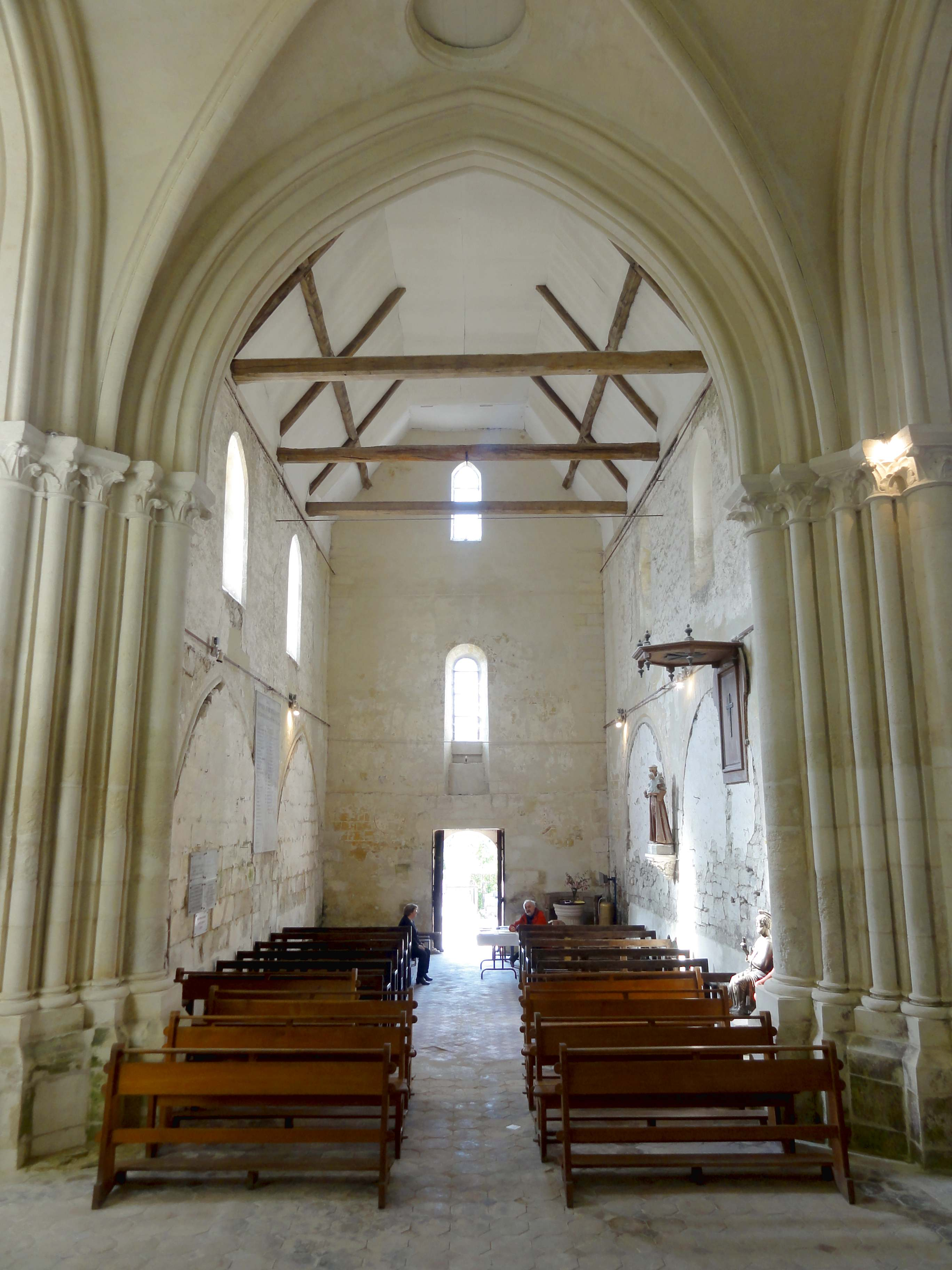
Vue depuis la croisée du transept.
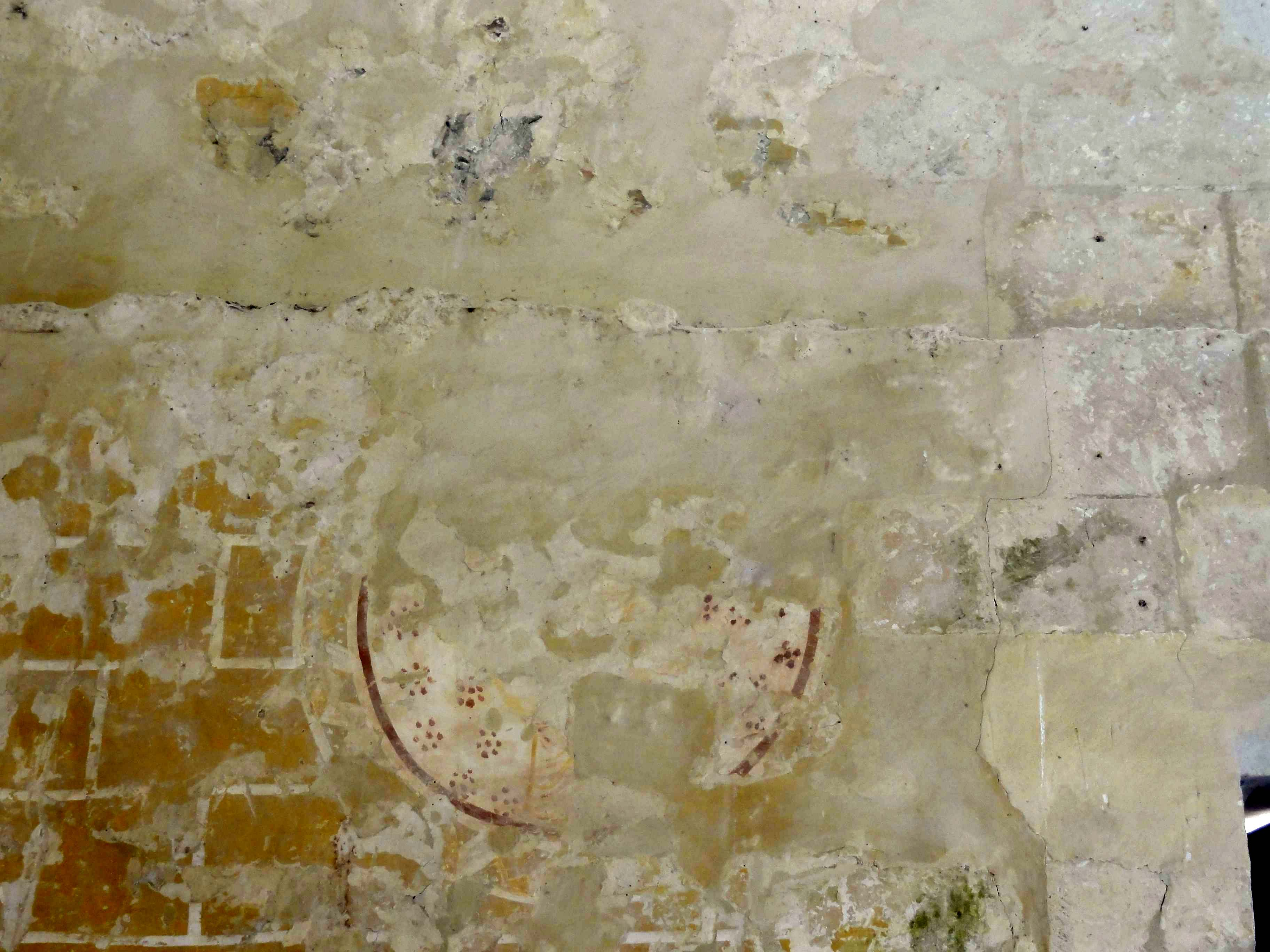
Peinture murale au revers de la façade.

#### Transept et chœur

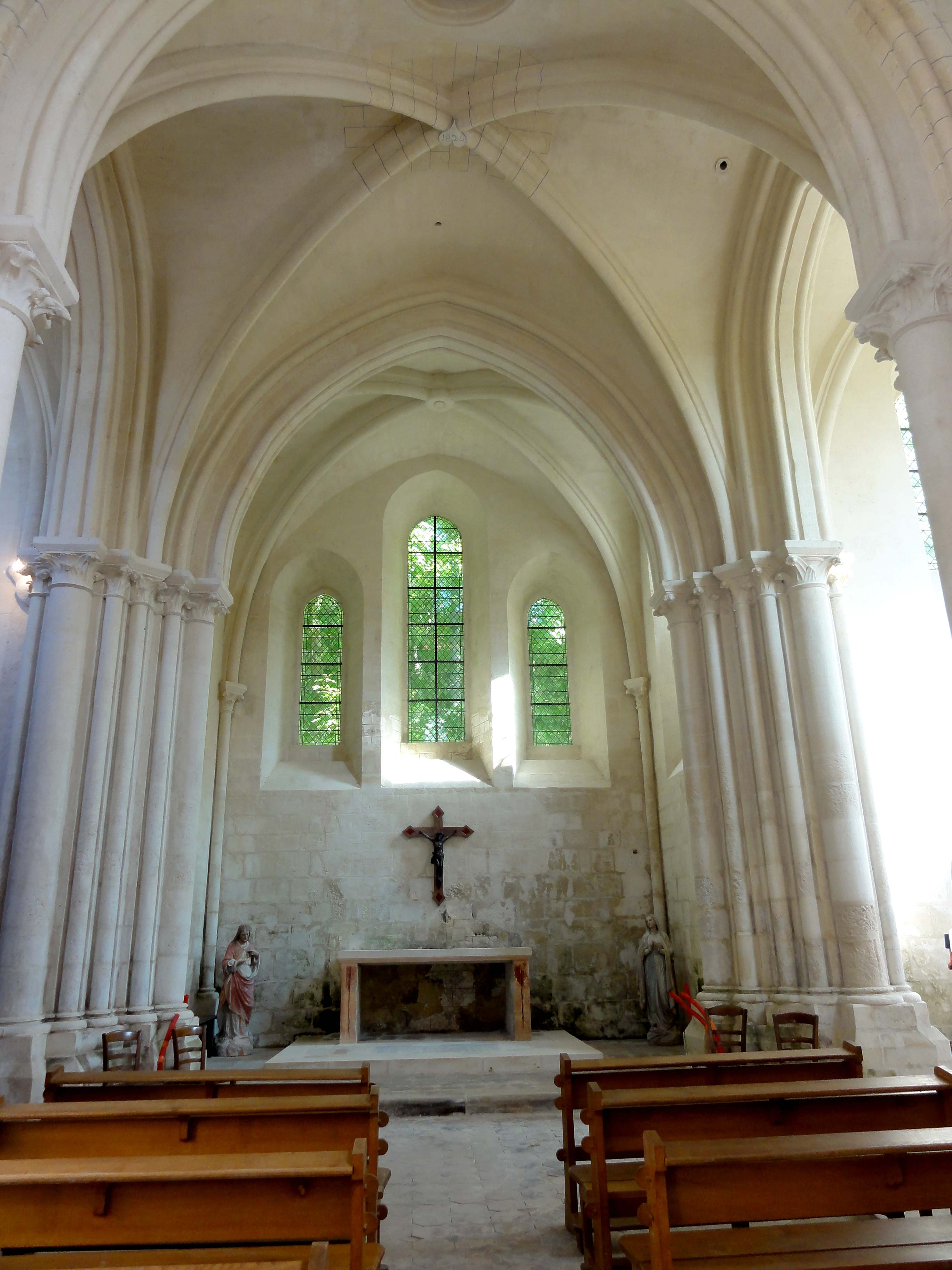
Croisée, vue vers l'est.

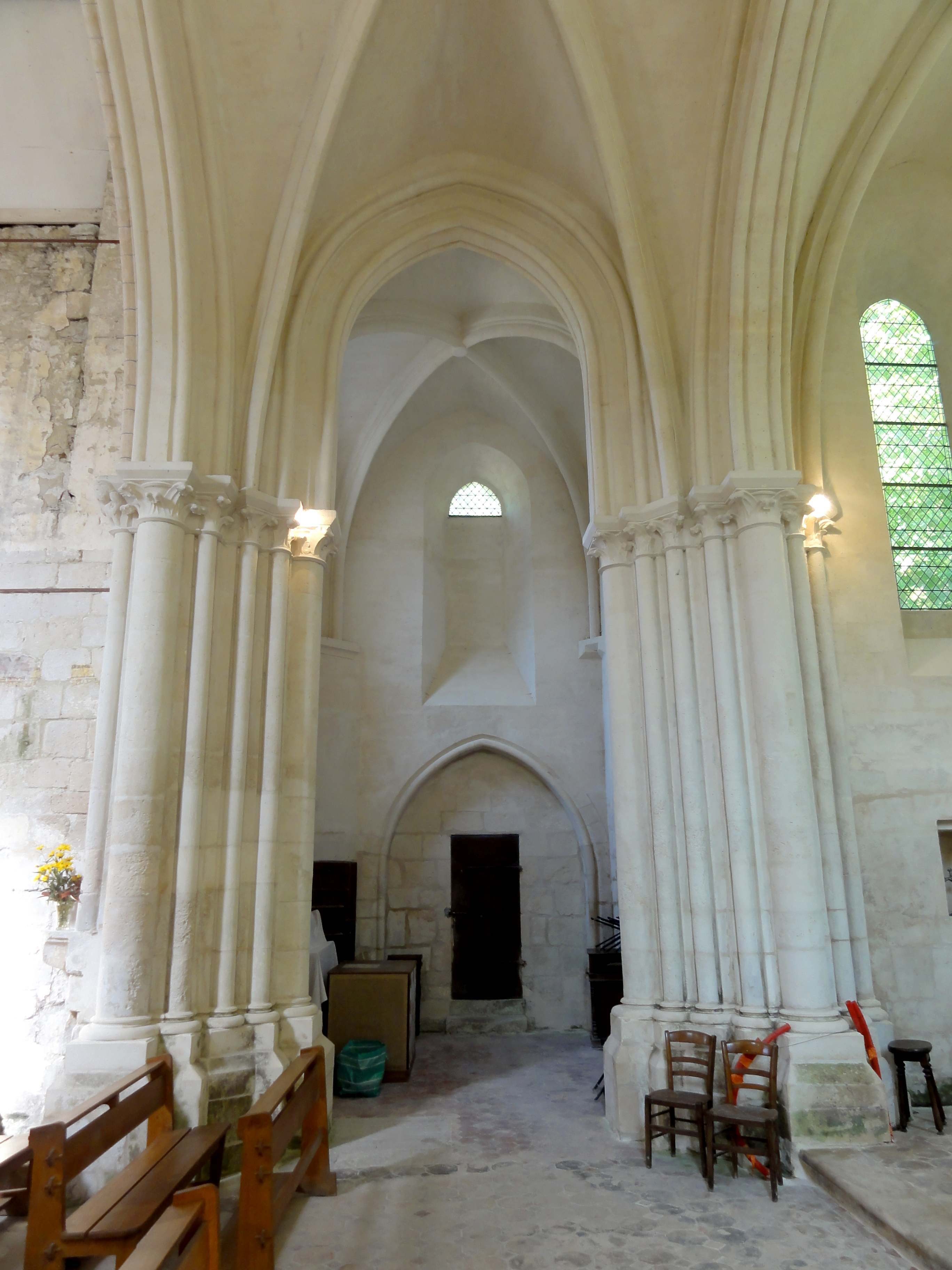
Croisée, vue vers le nord.

Comme à Rully, la croisée du transept est nettement barlongue, ce qui se remarque déjà depuis l'extérieur par la forme du clocher. Il s'agit sans doute d'un choix motivé par l'économie, car l'ensemble du transept représente ainsi nettement moins de volume bâti, de même que le clocher, ce qui concorde avec la courte nef. La conséquence est le tracé extrêmement surhaussé des doubleaux vers les croisillons, qui comportent de longues sections verticales au-dessus des tailloirs des chapiteaux. Il ne pouvait, évidemment, pas être question de munir les croisillons de faisceaux de colonnettes plus hauts que pour le vaisseau central, et aucune église de la région montre une telle disposition. Une option aurait été de voûter les croisillons plus bas que le vaisseau central, mais pour que les murs hauts au-dessus des doubleaux vers les croisillons ne paraissent pas comme une marque de maladresse du maître d'œuvre, il aurait fallu diminuer nettement la hauteur des supports, pour obtenir une différence de hauteur très nette. Ce parti a été retenu à la même époque à Borest et Glaignes, où il y a des chapelles à la place de croisillons à proprement parler, et s'observe dans de nombreuses églises du milieu du XIIe siècle, telles que Cambronne-lès-Clermont, Cormeilles-en-Vexin, Jouy-le-Moutier, où elle est souvent le fruit des remaniements successifs. Or, en l'occurrence, les trois travées du transept devaient être voûtées à la même hauteur, et les doubleaux surhaussés se sont ainsi imposés. Hormis par ces doubleaux, la croisée du transept est caractérisée par des faisceaux de colonnettes analogues dans chacun des angles, qui comportent trois fines colonnettes entre celles, d'un diamètre plus fort, réservées aux rangs de claveaux inférieurs des arcades. Le chapiteau de la colonnette médiane, qui correspond aux ogives, est planté de biais face aux ogives, et il en va de même du socle. La modénature des ogives est parfaitement accordée à celle des doubleaux, puisque le profil d'un tore unique dégagé par des gorges d'un bandeau en arrière-plan est calqué sur celui des rouleaux supérieurs des doubleaux. La clé de voûte arbore un cœur avec la date de 1824. Le décor en faux-appareil de la voûte remonte sans doute à cette époque. Le voûtain occidental a été percé d'un trou pour la remontée des cloches.
Les chevets plats ajourés d'un triplet sont l'alternative des absides à pans coupés, et au premier tiers du XIIIe siècle, ils sont encore fréquemment utilisés dans la région, comme par exemple à Avilly-Saint-Léonard, Borest, Ermenonville et Saint-Jean-aux-Bois. Avant que les fenêtres à remplage ne se généralisent, le triplet est l'une des possibilités pour maximiser la surface vitrée sans pour autant prévoir plusieurs fenêtres sans rapport l'une avec l'autre, et Eugène Müller écrit que l'on y a vu, avec ou sans raison, un symbole de la Sainte-Trinité. Les trois baies du triplet sont en arc brisé et fortement ébrasées. La baie médiane est légèrement plus large et nettement plus haute que les deux autres. Il y a des baies latérales des mêmes dimensions. Les soubassements sont nus, à l'exception d'une grande piscine liturgique non décoré au sud, et d'une niche, probablement ancienne armoire murale, au nord. L'hypothèse de l'économie des moyens se confirme par l'absence de formerets dans le chœur. Par conséquent, des colonnettes uniques reçoivent les ogives dans les angles à gauche et à droite du chevet. Le doubleau vers la croisée du transept a toutefois reçu son rouleau supérieur mouluré même du côté du chœur. C'est aussi le cas des croisillons, qui présentent eux non plus pas de formerets. L'on a même renoncé à des colonnettes à chapiteaux pour les ogives près des doubleaux vers la croisée, où leur rôle est assumé par des cul-de-lampe à dessin géométrique, mais il y en a bien dans l'extrémité sud du transept. Dans l'extrémité nord-ouest, la présence de la tourelle d'escalier a empêché l'installation d'un fût. Contrairement au chœur, les chapiteaux ne sont pas logiquement implantés face aux ogives, mais orthogonalement. Le profil des ogives diffère aussi légèrement : il consiste ici en un tore en forme d'« amande ou dos de carpe, profil robuste, brisant franchement la lumière, et fréquent à cause même de ces qualités dans nos pays éminemment artistes et ingénieux des bords de l'Oise et de l'Automne » (Eugène Müller). Les clés de voûte affichent des petites rosaces. D'une façon assez remarquable, chacun des trois murs des croisillons est éclairé par une lancette simple identique. Au nord, le toit de la sacristie obture malheureusement la quasi-totalité de la baie. En dessous des baies orientales, les niches d'autel s'ouvrent par des arcades moulurées d'un tore, sans chapiteaux. De niches semblables, fréquentes dans le Soissonnais, se trouvent aussi à Santeuil et Saint-Vaast-lès-Mello. Pour faire pendant à ces niches, les murs d'extrémités ont été munies d'arcatures plaquées des mêmes dimensions. Celle du nord sert aujourd'hui d'encadrement à la porte de la sacristie,,.

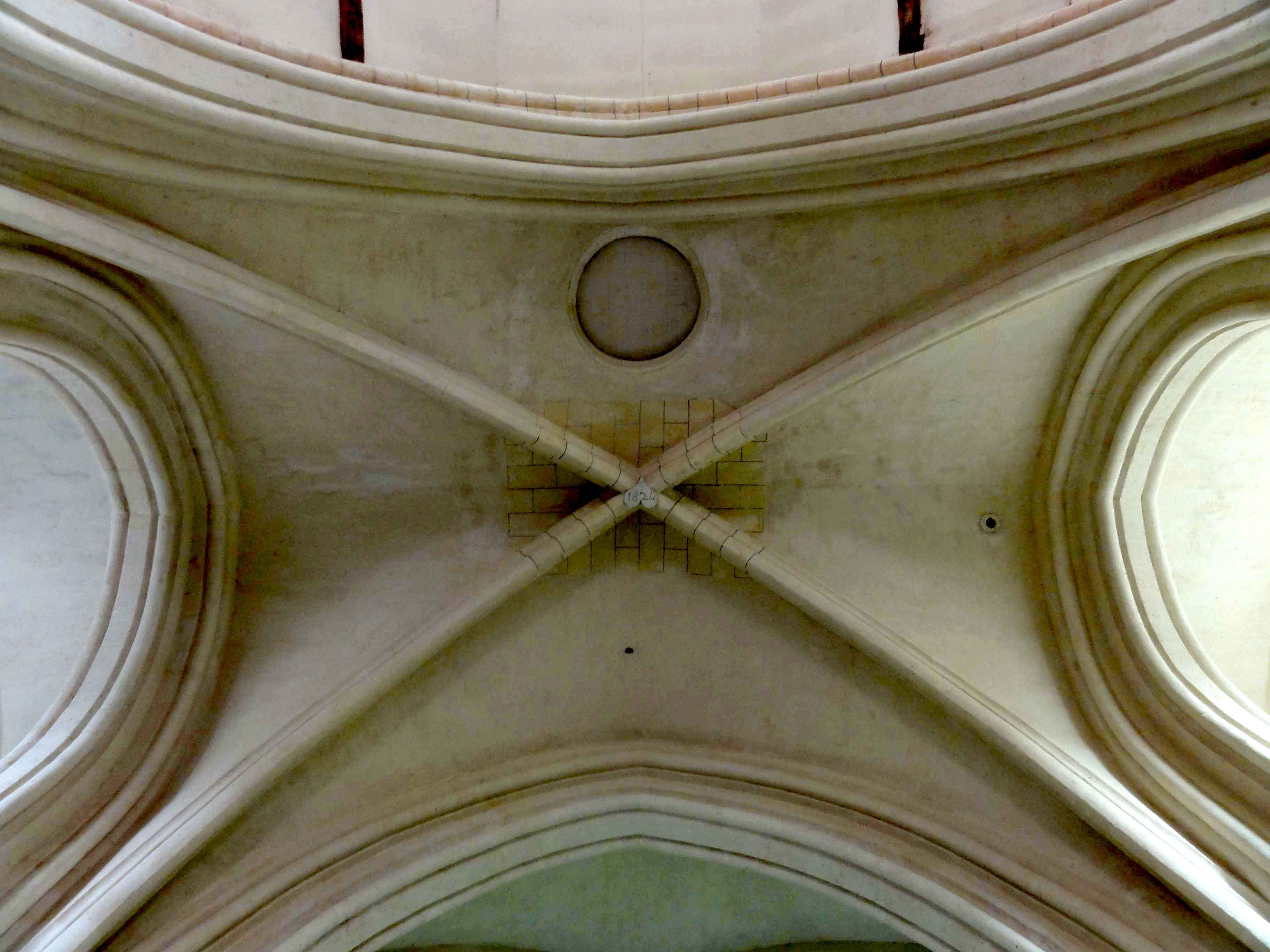
Voûte de la croisée du transept.
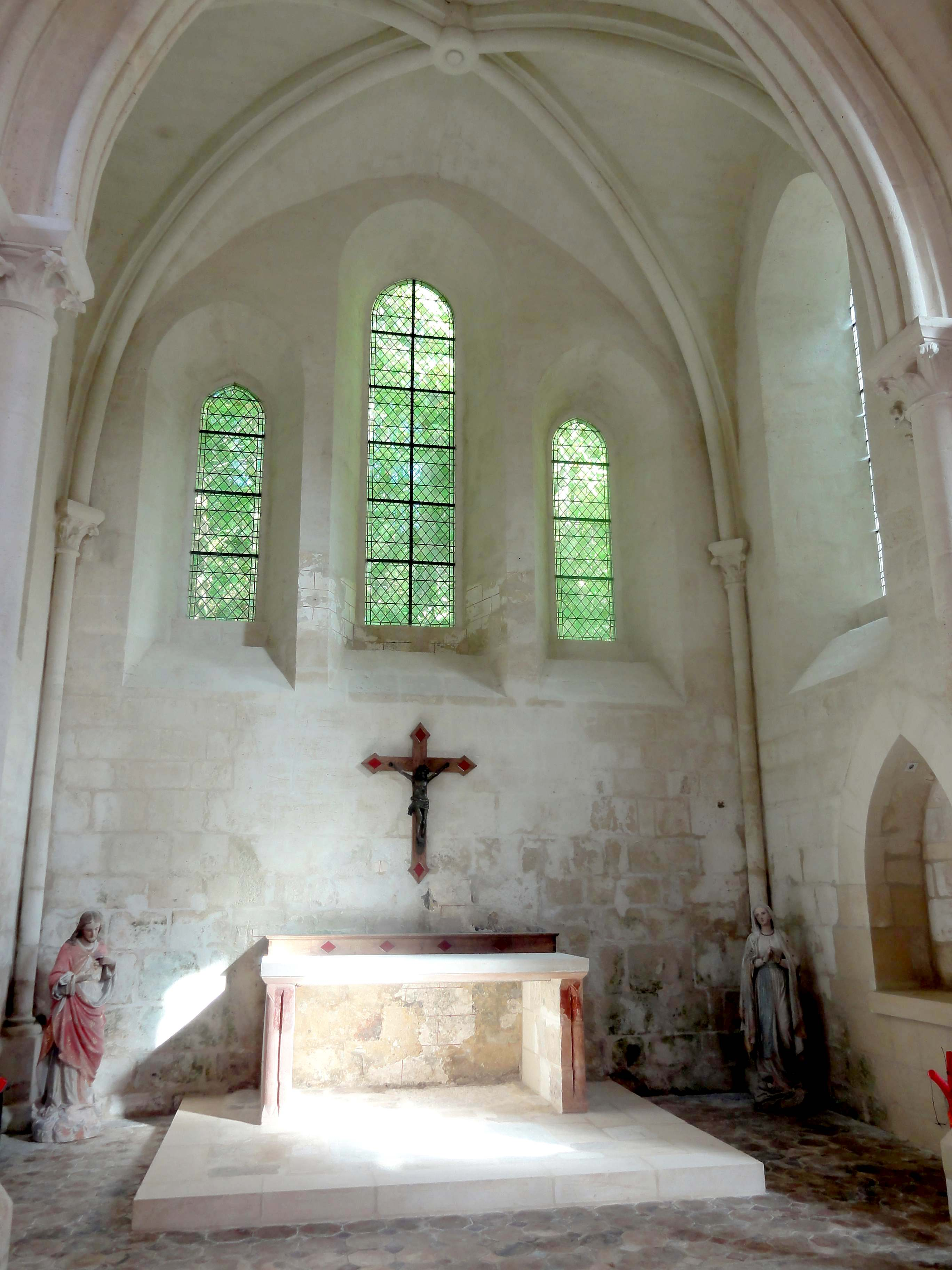
Chœur, vue vers l'est.
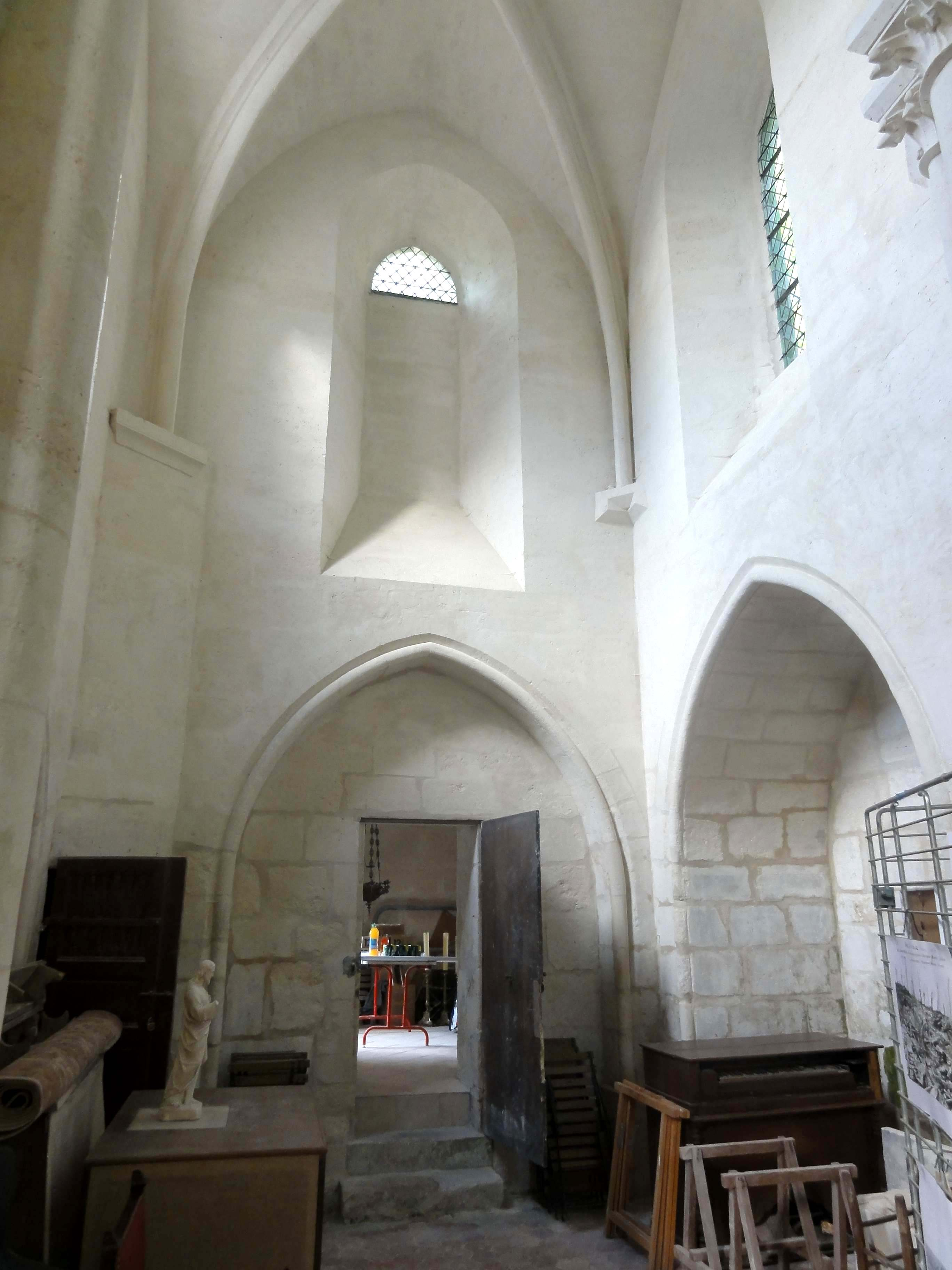
Croisillon nord, vue vers le nord.
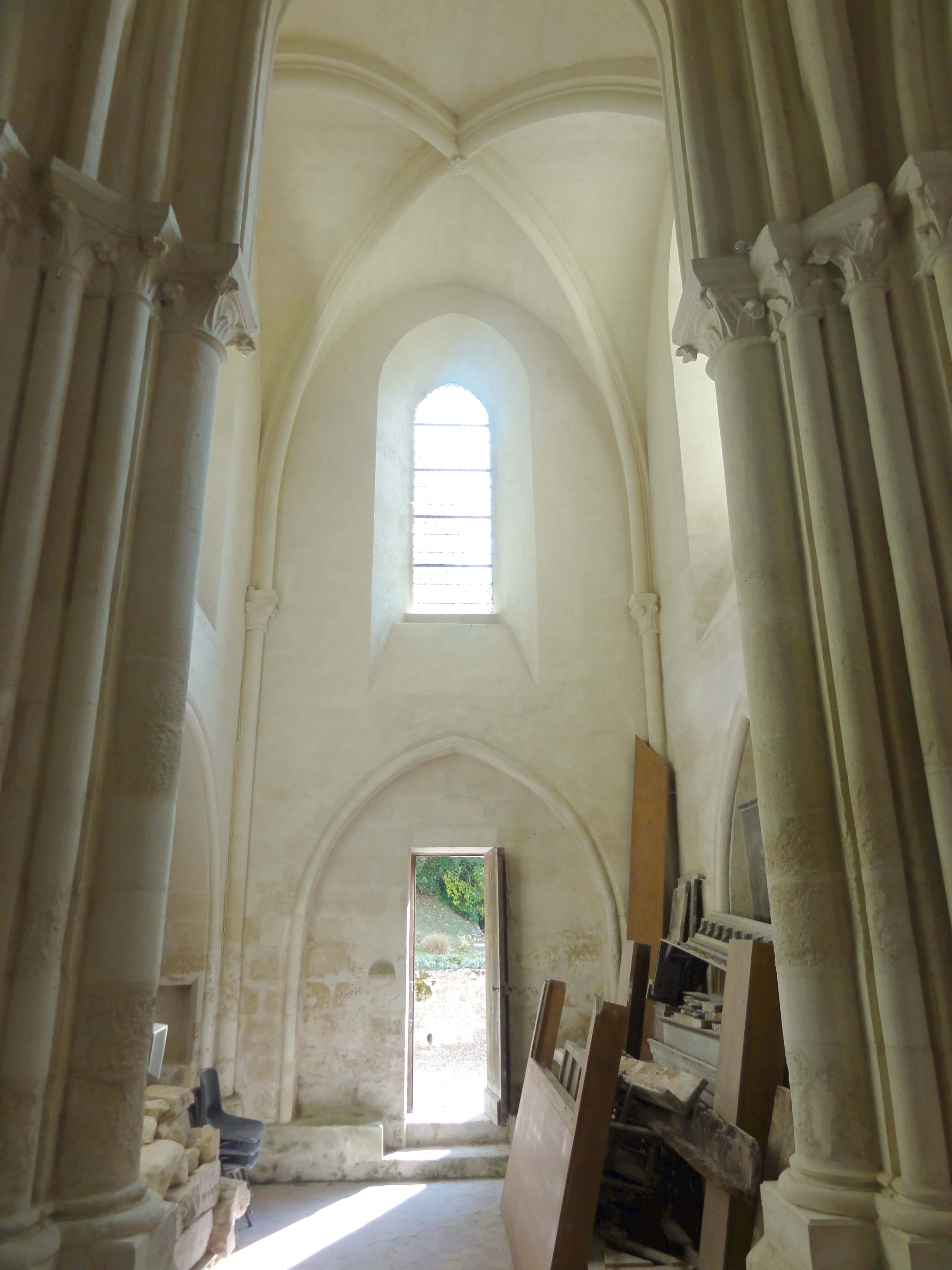
Vue dans le croisillon sud.
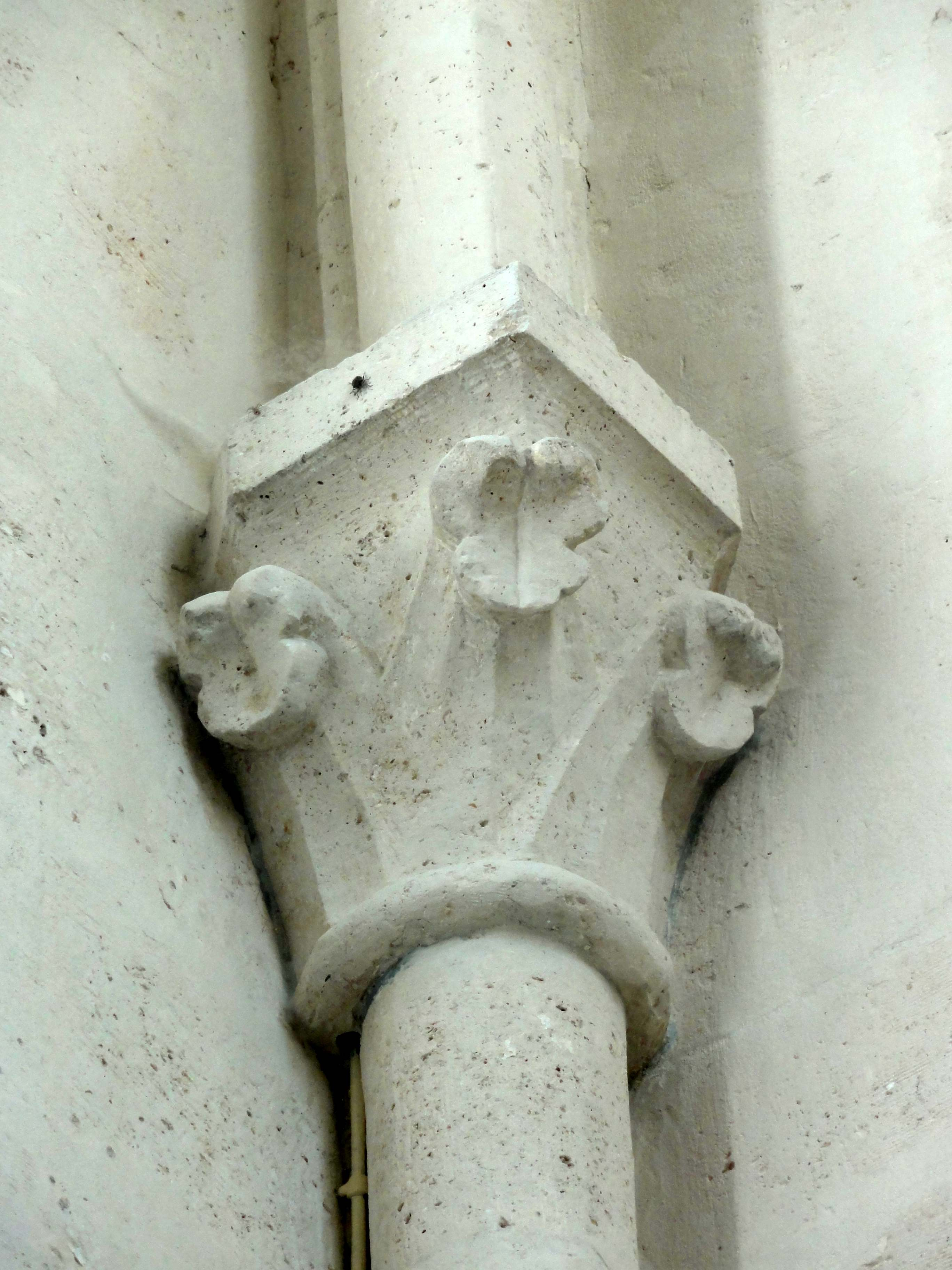
Croisillon sud, chapiteau.
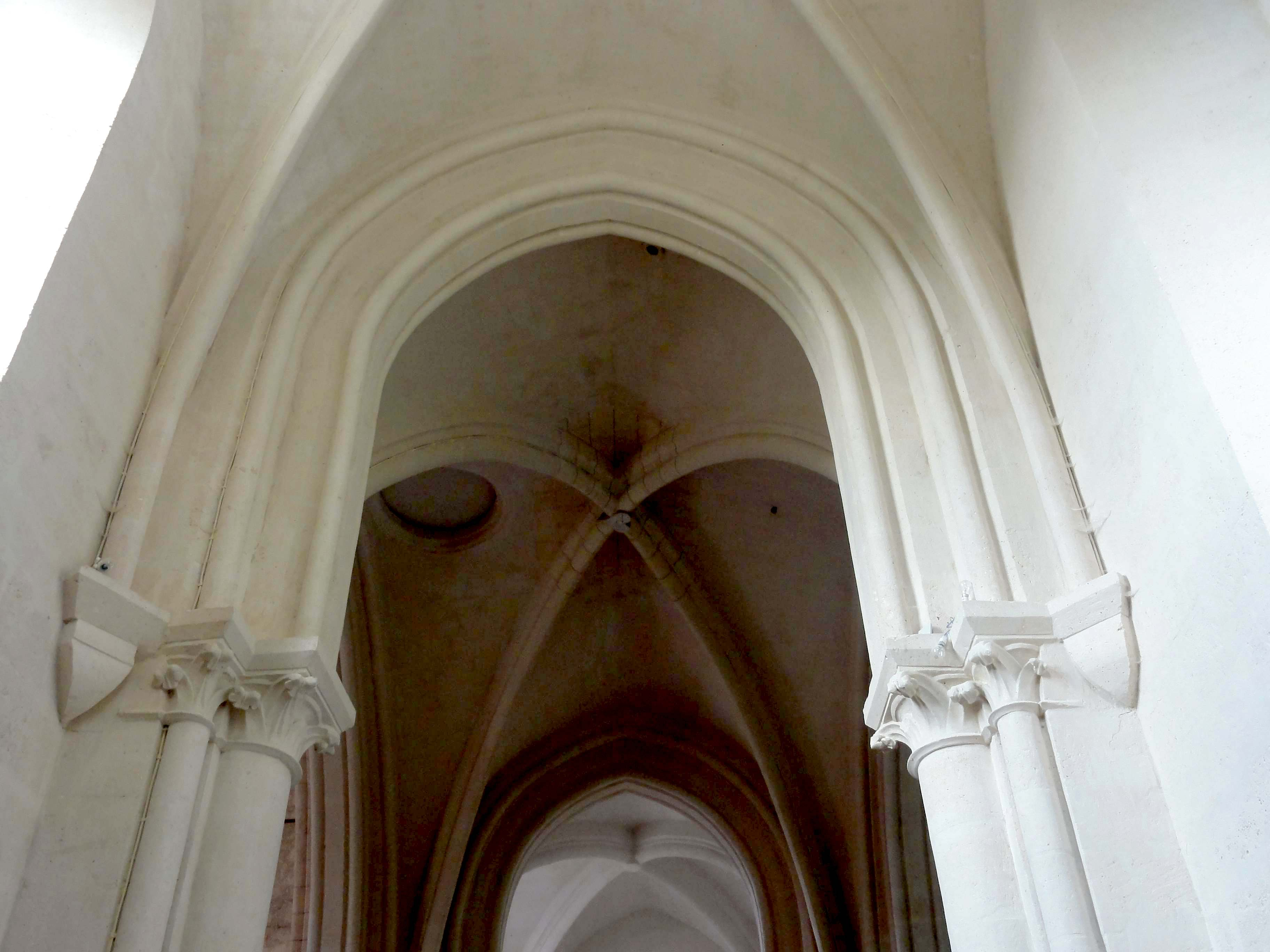
Croisillon sud, vue vers le nord.

### Extérieur

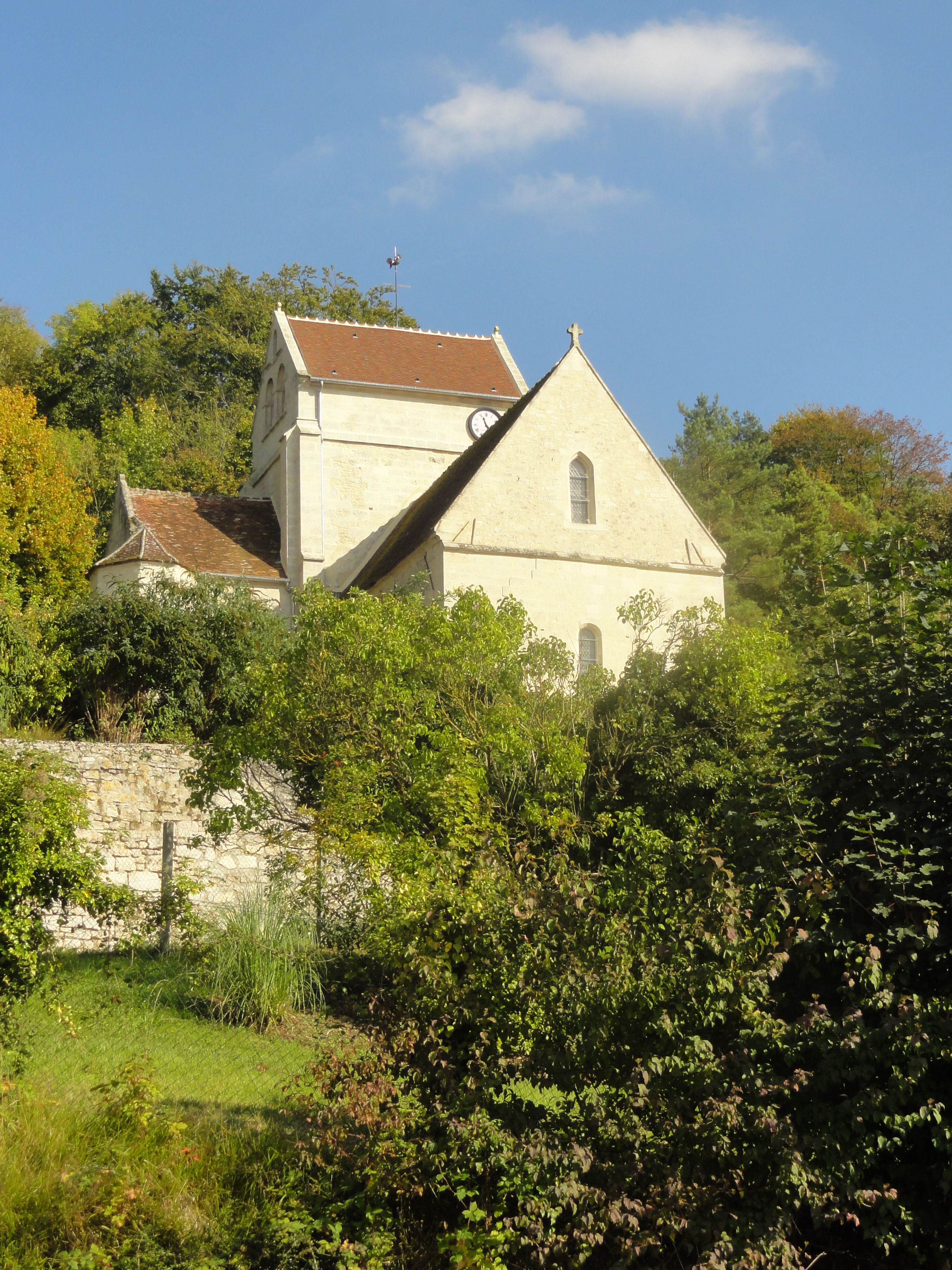
Vue depuis l'ouest.

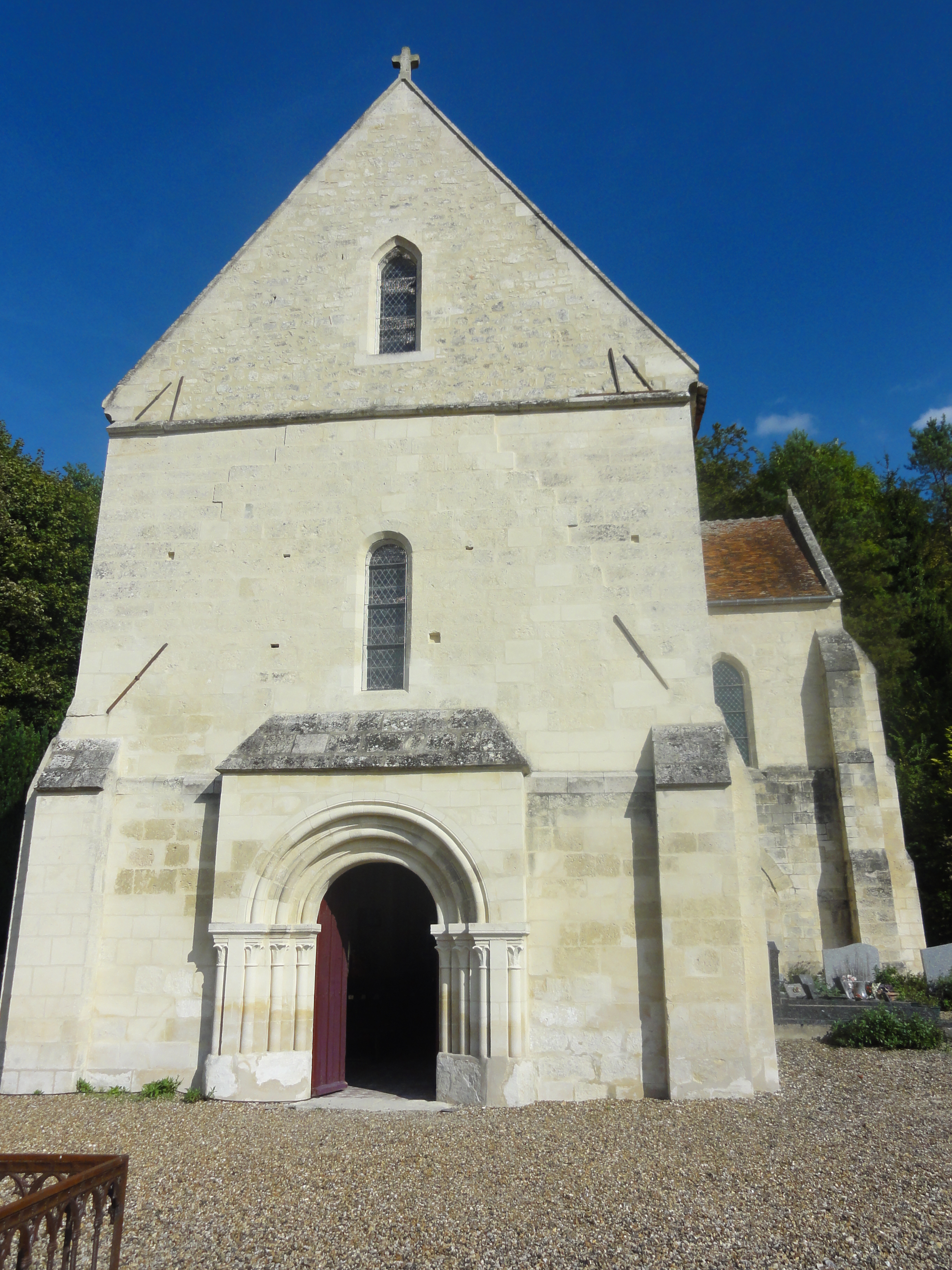
Façade occidentale.

Le portail, qualifié d'élégant par Dominique Vermand, était très dégradé avant sa restauration en 2013 / 2014. Il est issu du remaniement de la nef vers 1170, et reflète la phase de transition du roman vers le gothique. Ainsi, sa triple archivolte torique est-elle encore en plein cintre. Eugène Müller décrit le portail comme suit : « Le portail en saillie, système ingénieux qui aide à la solidité de la façade et fournit, sous la lumière, des moyens d'ornementation puissante, est décoré de trois paires de colonnes en rentrants qui supportent des archivoltes plein-cintre, le tout protégé par un larmier et un petit toit horizontal. Au-dessus, petite baie en plein cintre. Il est aisé de voir qu'à Séry, selon un procédé assez fréquent que l'on surprend à Duvy, Gilocourt, Saint-Vaast-lès-Mello, à Uny, à Cambronne, la façade principale a été surélevée ». Le mur de la façade est appareillé en pierre de taille jusqu'à la naissance du pignon, qui est bâti en moellons. Il est ajouré d'une lancette simple, qui paraît comme étant en arc brisé depuis l'intérieur, mais est en arc en mitre à l'extérieur. Un bandeau simple marque la limite inférieure du pignon. Deux contreforts orthogonaux par angle épaulent la façade, mais ils ne vont pas plus haut que l'avant-corps du portail, et s'amortissent par des glacis formant larmier. Au même niveau, le mur de la nef se retraite grâce à un fruit.
L'élévation méridionale de la nef est beaucoup plus rustique. Hormis pour les chaînages et les pourtours des fenêtres, les murs sont constitués de petits moellons irréguliers noyés dans un mortier. Les deux fenêtres en arc brisé, sans remplage, sont entourées d'une gorge, et devraient dater de la fin du XVe ou de la première moitié du XVIe siècle. Il n'y a pas de corniche décorée, ni d'autre contrefort que celui, déjà mentionné, à l'angle de la façade. Comme à l'intérieur, l'on aperçoit clairement les traces des grandes arcades ouvrant jadis sur le bas-côté disparu. Rien ne subsiste des supports. D'une façon assez curieuse, les murs qui bouchent les arcades comportent un arc de décharge en anse de panier proche du niveau du sol, sans doute pour éviter d'avoir à construire des fondations. Une statue de saint Jean-Baptiste, assez bien conservée, est englobée dans le mur qui bouche la deuxième grande arcade.
Du clocher du début du XIIIe siècle, ne subsistent plus que la base et l'étage intermédiaire, destiné à faire dominer l'étage de beffroi l'ensemble des toitures. Il est seulement ajouré de petites ouvertures rectangulaires au nord et au sud. Deux contreforts orthogonaux flanquent chaque angle. Ils se retraitent par des larmiers à la limite entre le rez-de-chaussée et le premier étage, et s'amortissent par des glacis formant larmier du même profil. Les deux contreforts occidentaux sont englobés dans les murs gouttereaux de la nef. Sauf pour les contreforts, les murs du clocher sont en moellons. L'étage de beffroi de 1826 montre plusieurs fautes de goût. Les deux fenêtres en plein cintre ménagées dans les murs nord et sud ont des clés d'arc légèrement saillants et surmontées de moulures, ce qui tient de l'architecture néo-classique. Les trumeaux qui subdivisent les baies en deux étroites arcatures sont des piliers aux arêtes abattus, alors que l'usage dans la région veut des colonnettes à chapiteaux. En lieu et place des chapiteaux, l'on s'est contenté de blocs cubiques. Enfin, les tympans au-dessus des trumeaux sont percés d'œils-de-bœuf de forme ovale, au lieu de petits oculi ronds ou polylobés.
Les croisillons et le chœur sont appareillés soigneusement en pierre de taille. Leur architecture donne une impression de robustesse et de solidité. Les proportions sont harmonieuses, et font preuve d'un certain élancement aussi bien perceptible à l'intérieur. En même temps, la décoration fait pratiquement défaut, mais au nord, les restes d'une corniche de modillons déjà signalée par Louis Graves indiquent que ce ne fut pas toujours ainsi. L'on voit également les vestiges d'antéfixes au sommet des pignons. Quoi qu'il en soit, les baies ont toujours été entourées d'un simple biseau, ce qui est fréquent à l'époque. Les deux contreforts orthogonaux par angle se retraitent une fois par un court glacis, sans larmier, puis par un court glacis formant larmier, et s'achèvent par un long glacis formant également larmier. Les murs présentent jusqu'à trois retraites par un fruit, ce qui évite une épaisseur dépassant le juste nécessaire.

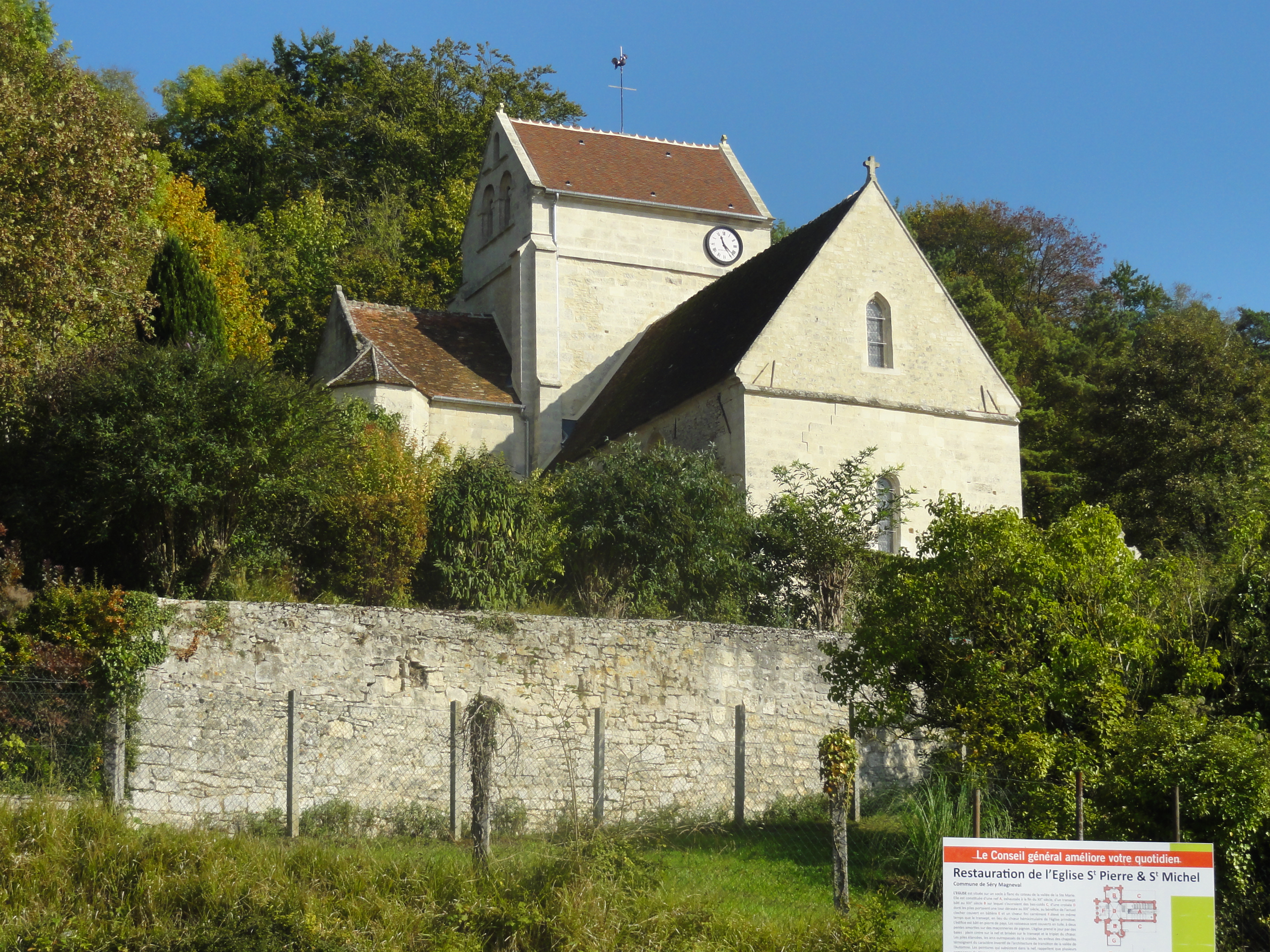
Vue depuis l'ouest.
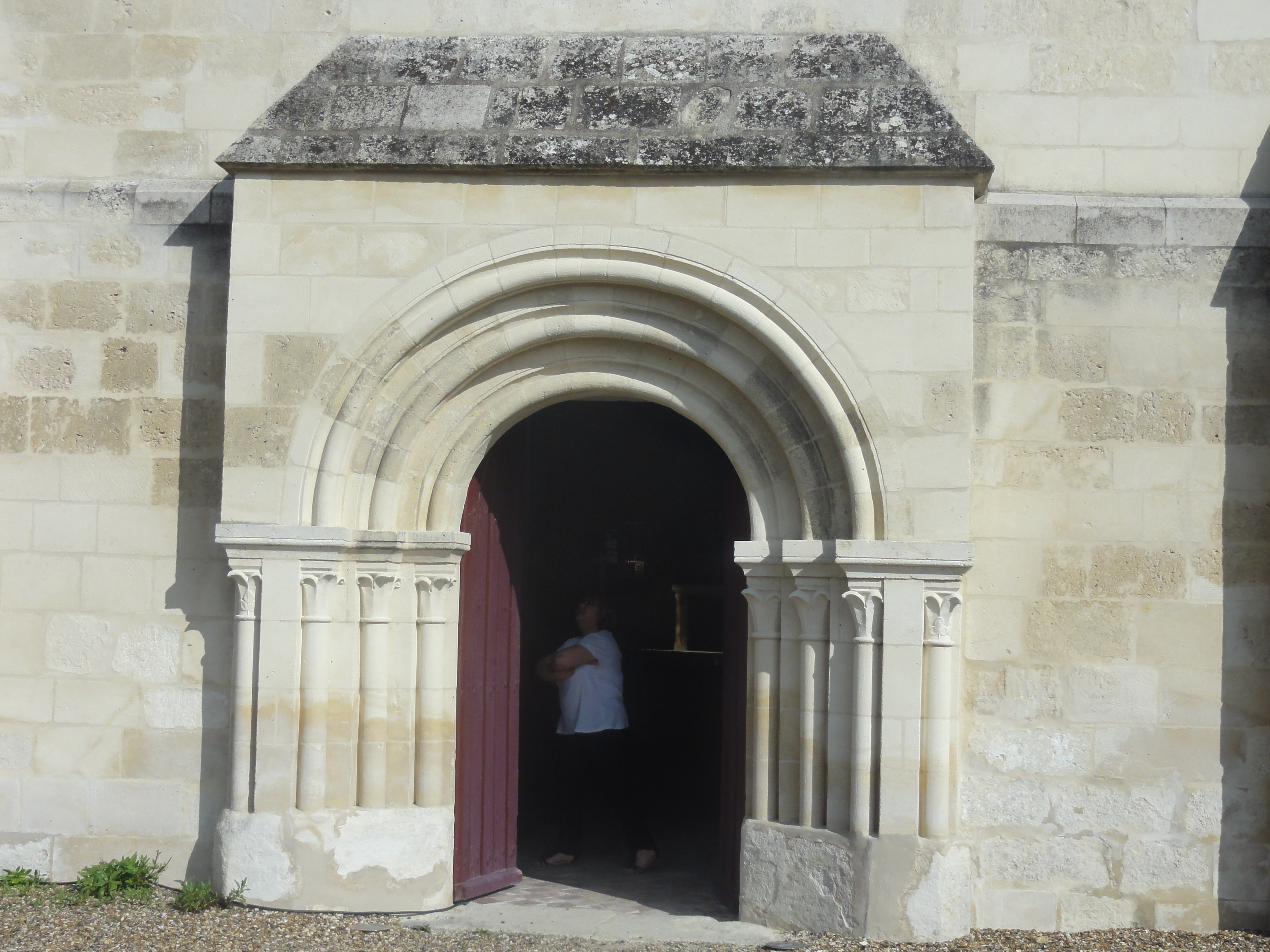
Portail occidental.
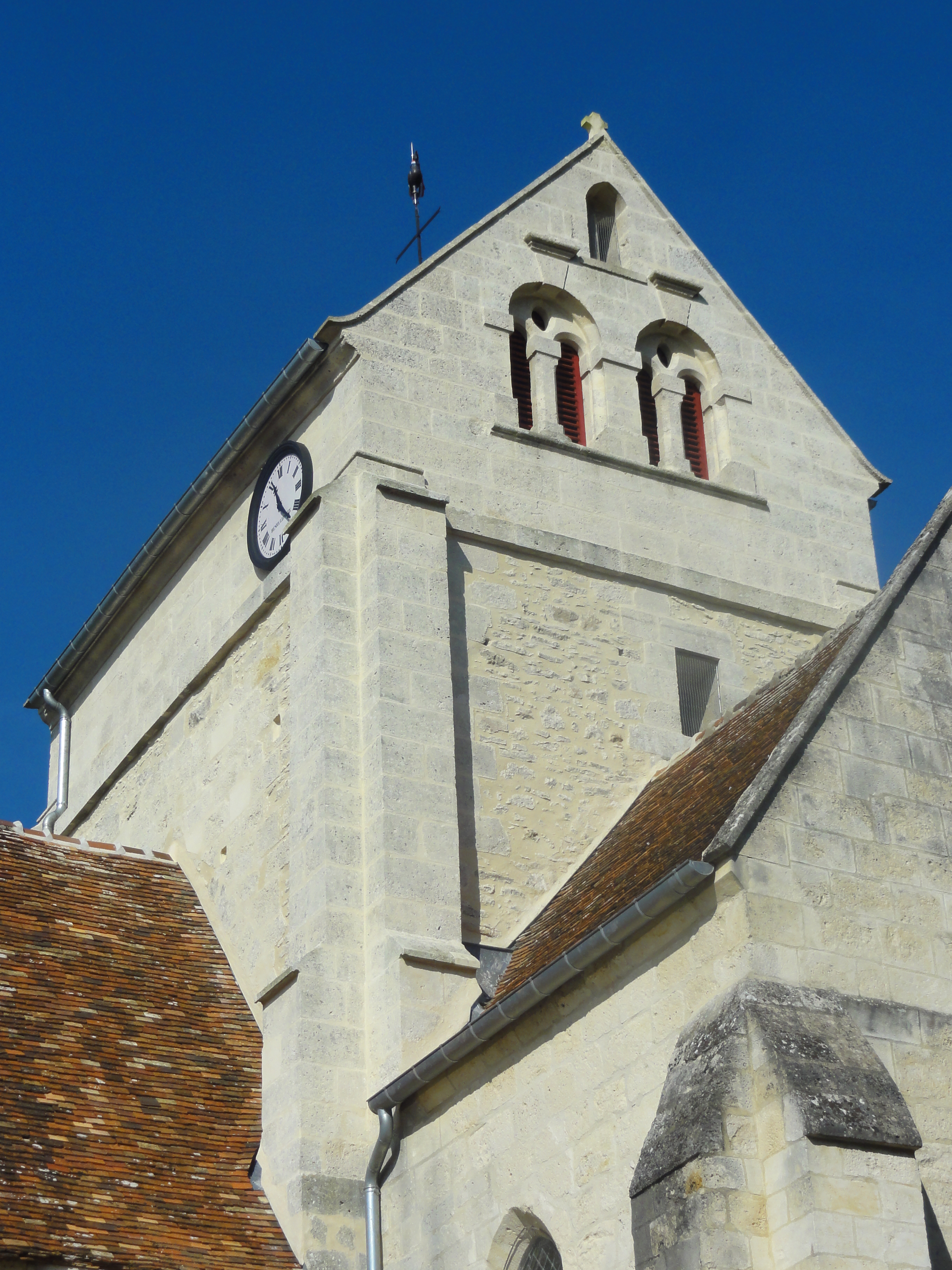
Clocher, côté sud-ouest.
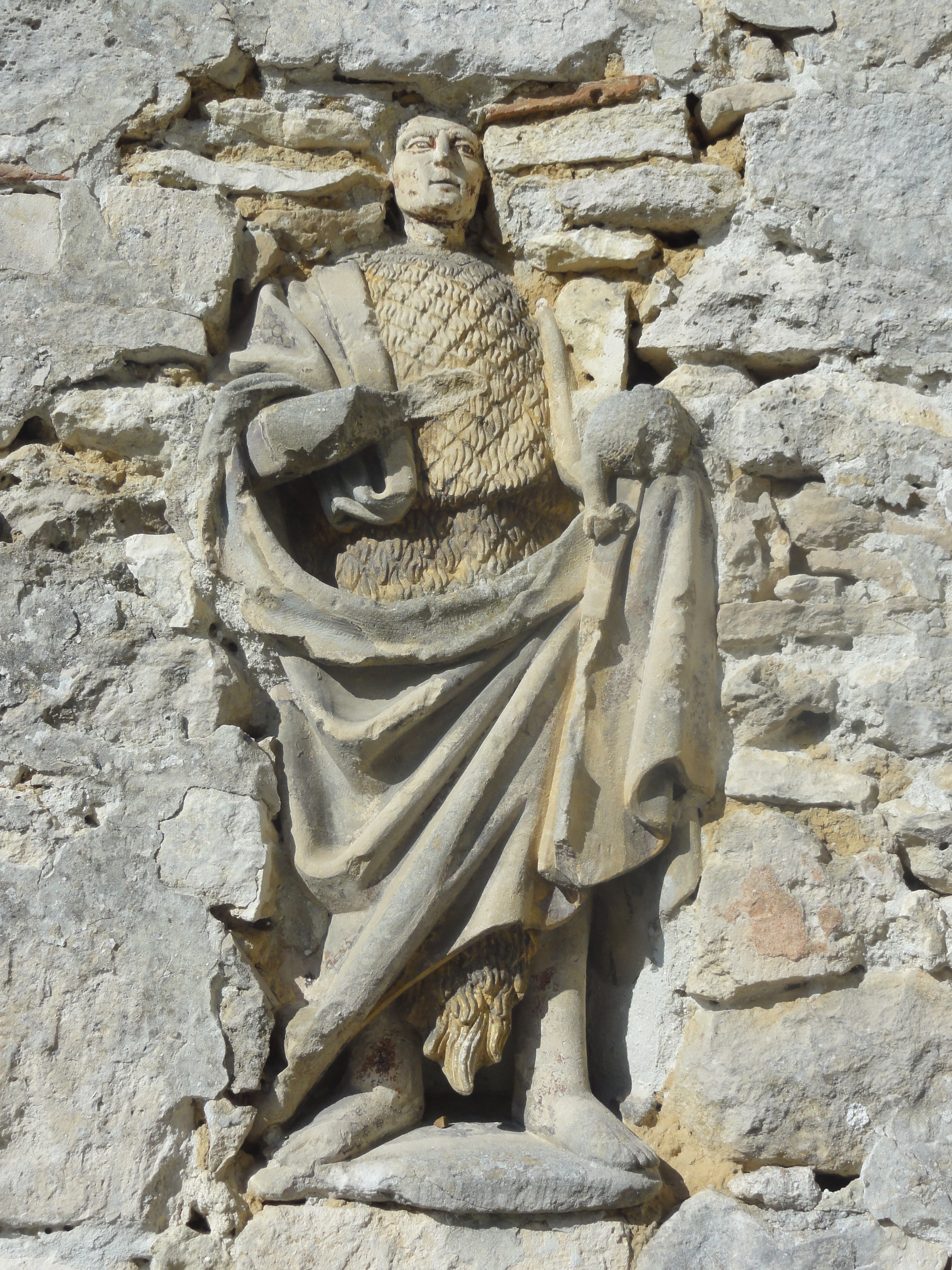
Saint Jean-Baptiste.
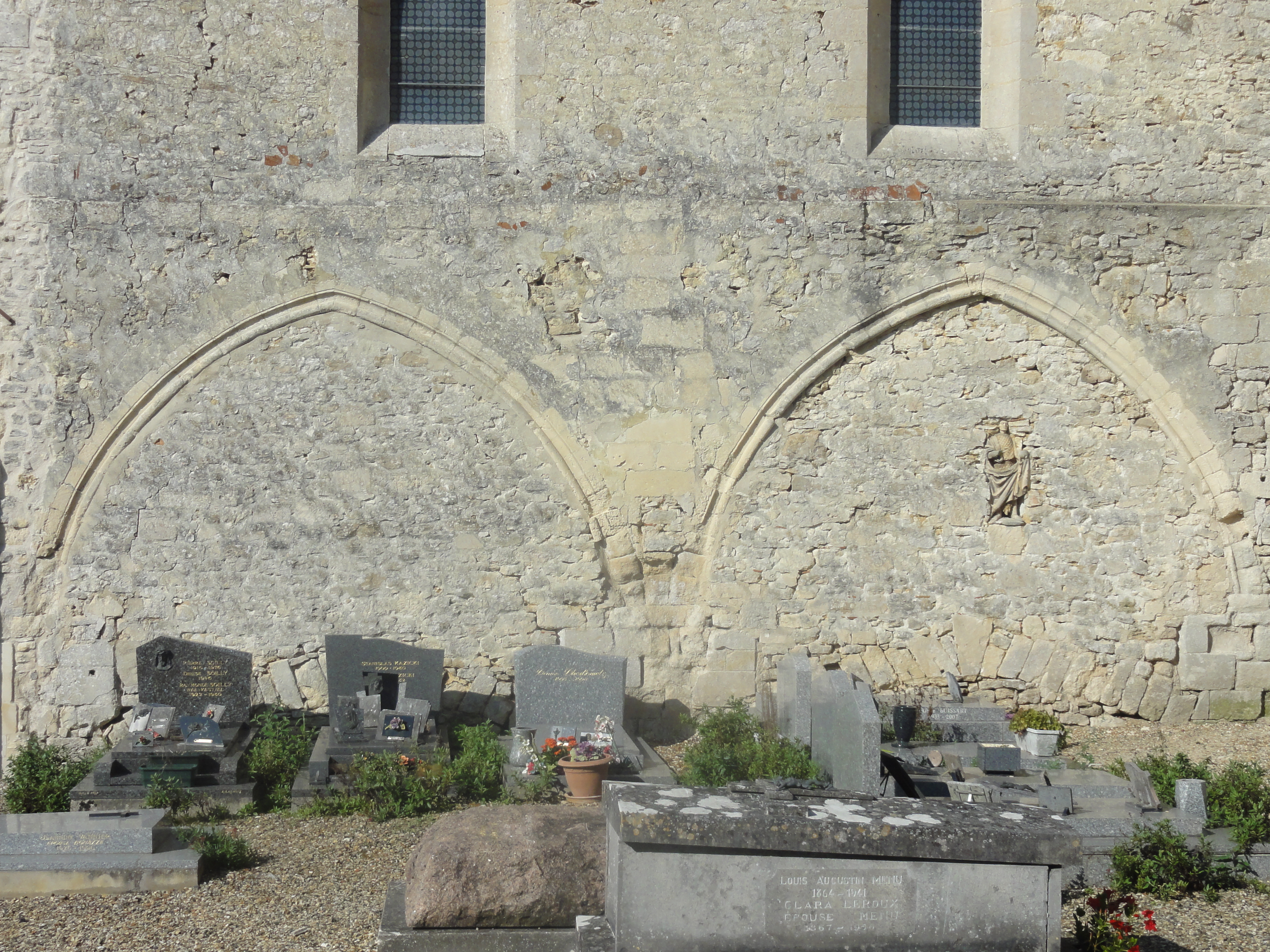
Grandes arcades du sud.
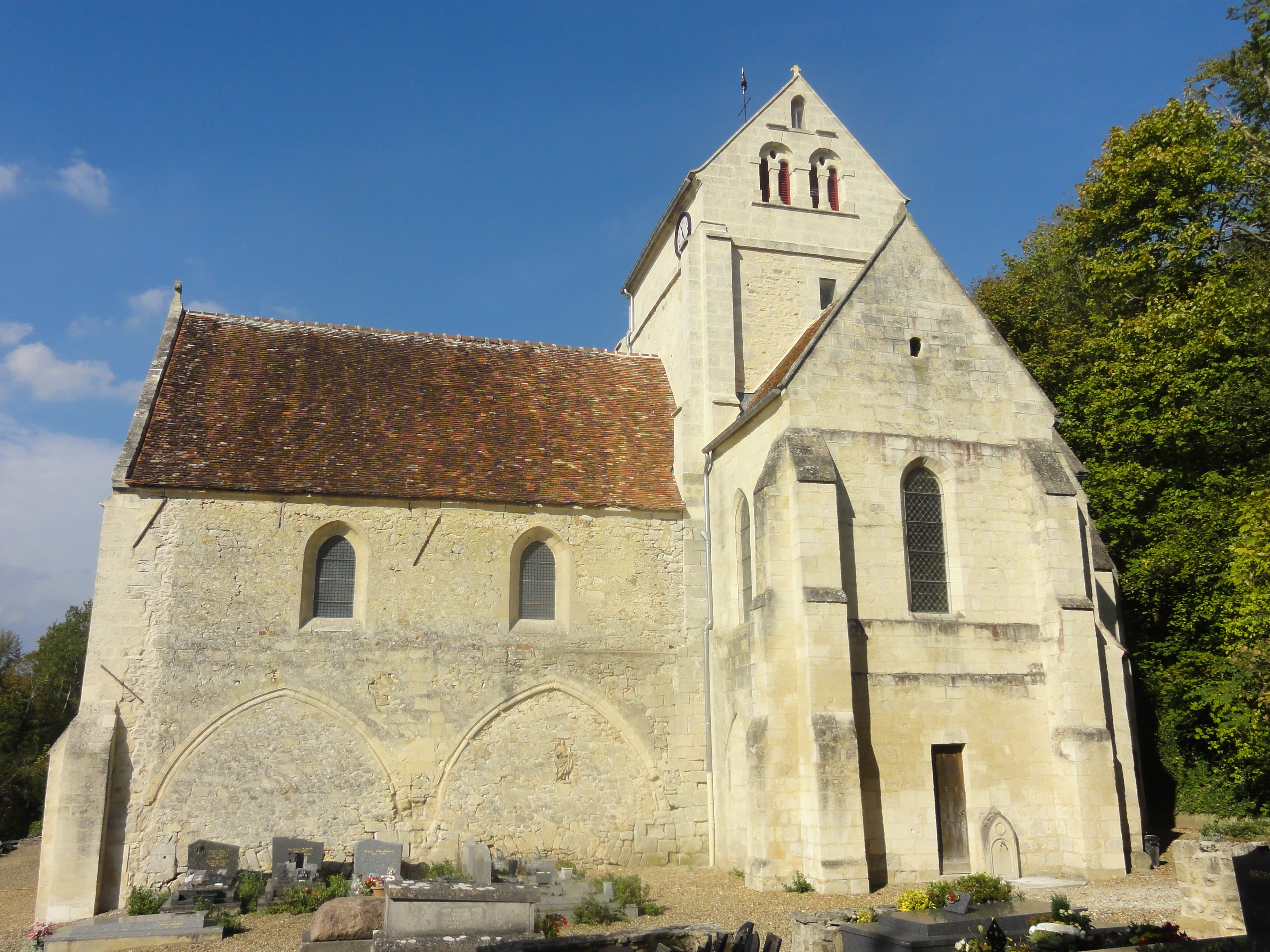
Vue depuis le sud.

## Mobilier
Parmi les éléments du mobilier de l'église, un seul est classé monument historique. Il s'agit d'une petite Pietà ou Vierge de Pitié, sculptée en ronde-bosse dans du bois de tilleul et peinte. Elle mesure 49 cm de hauteur, et date du XVIe siècle. La statuette est vermolue, et la polychromie ancienne n'est plus que résiduelle. Les mains et les orteils du Christ manquent. Le classement remonte à 1966. Par la suite, l'œuvre a été confiée au musée de l'Archerie et du Valois, où elle n'est actuellement pas exposée. Lors de la restauration récente, le mobilier, qui date pour l'essentiel des XVIIIe et XIXe siècles, a été enlevé, et est à présent entreposé dans la sacristie. Ne restent qu'une table d'autel en pierre, tout simple ; un petit christ en croix au-dessus ; le dorsal et l'abat-voix de la chaire à prêcher ; des vestiges de la cuve ; les fonts baptismaux sous la forme d'une courte colonne cannelée ; et une statue en bronze de saint Pierre, patron de l'église, installé sur le trône pontifical. Une seule pierre tombale est conservée dans son intégralité, et elle est à peu près effacée.

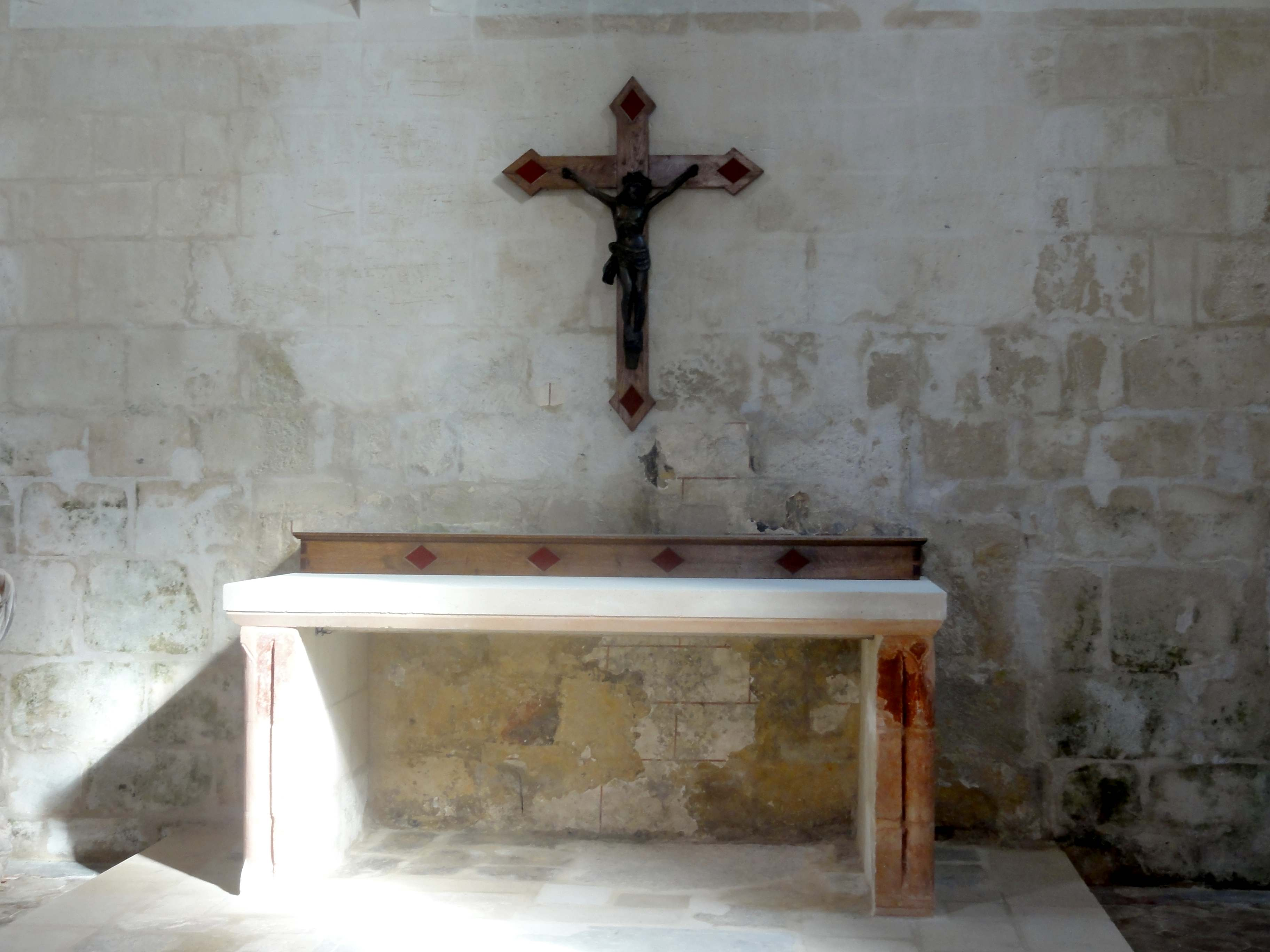
Autel et Christ en croix.
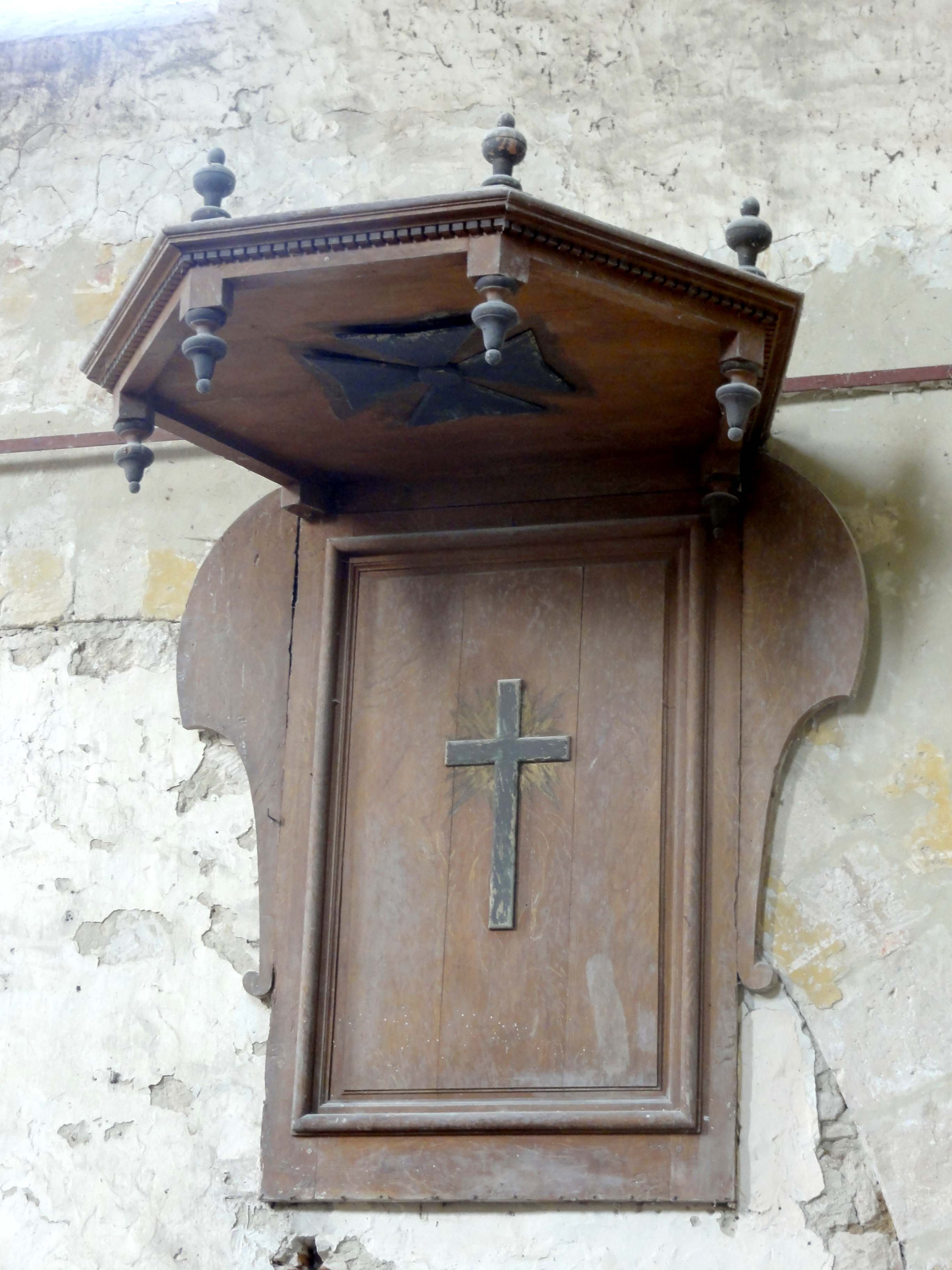
Dorsal et abat-voix de la chaire à prêcher.
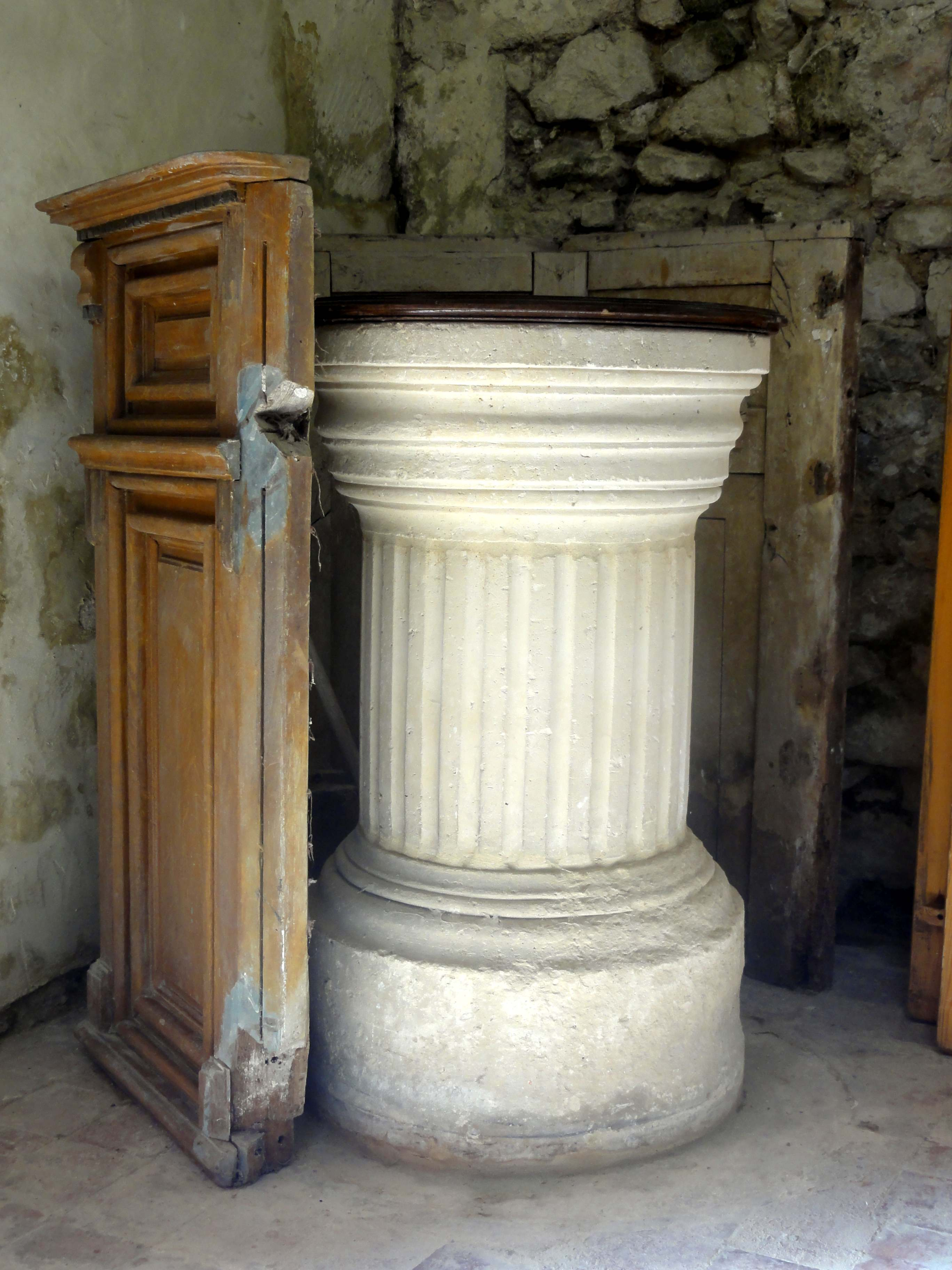
Fonts baptismaux et cuve de la chaire à prêcher.
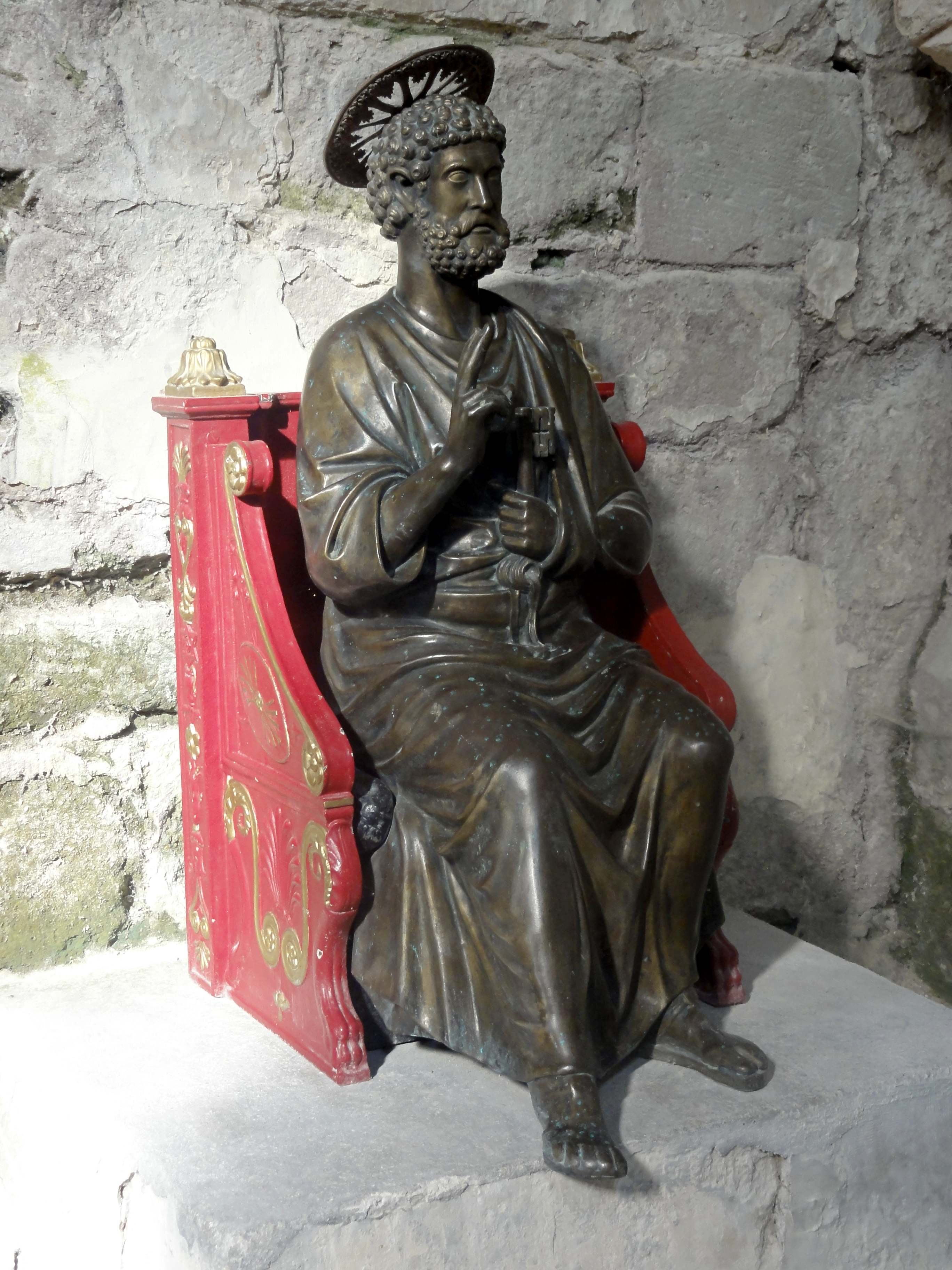
Statue de saint Pierre.
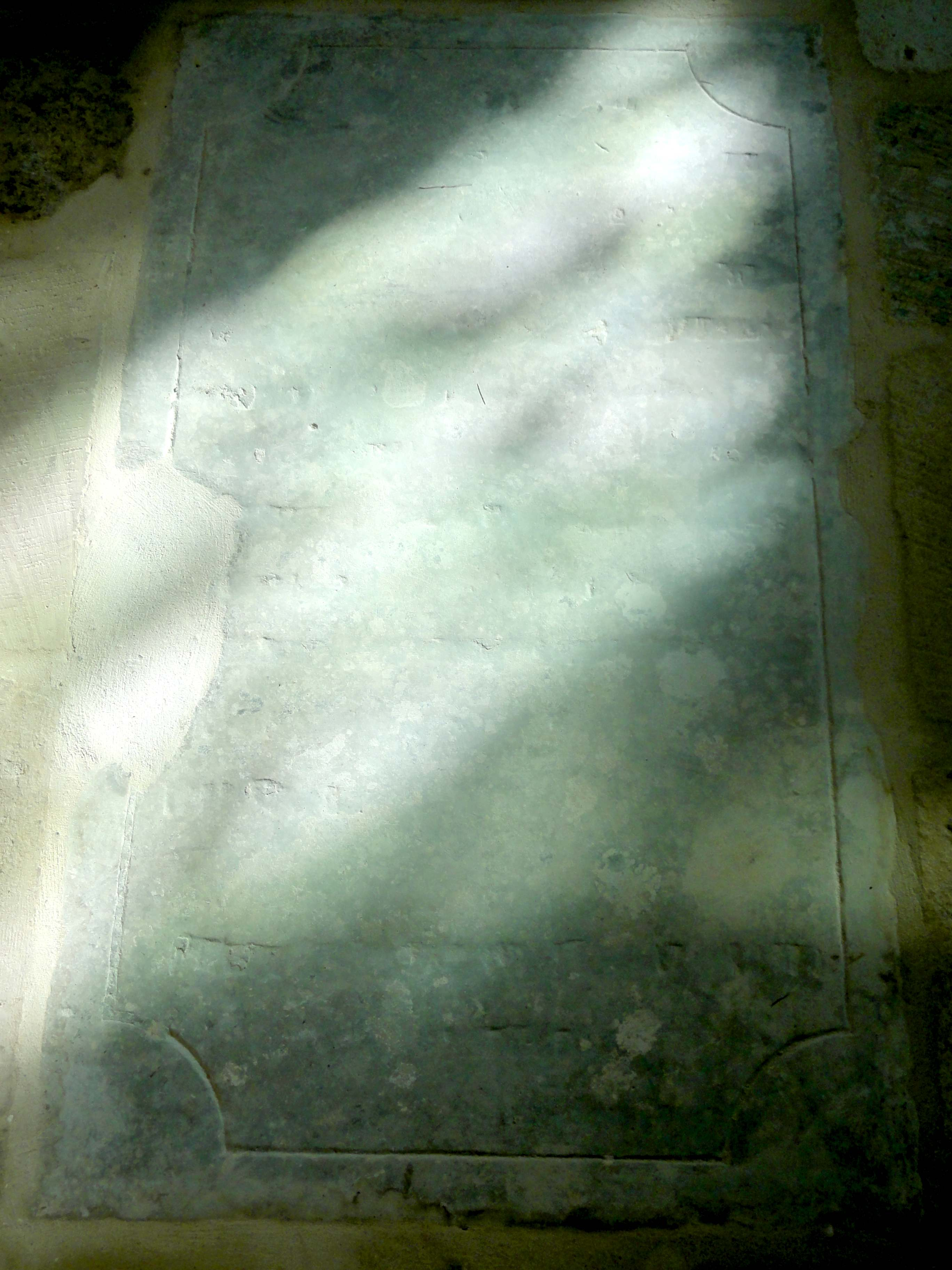
Dalle funéraire effacée.